# Llista de banderes per colors
Aquesta és una llista de banderes d'estats, territoris, municipis i d'altres entitats geogràfiques, a més a més d'algunes banderes no geogràfiques, ordenades per la seva combinació de colors dominants. Les banderes que porten escuts i altres emblemes multicolors s'ordenen segons els colors del camp. El color de textos s'ignora gairebé completament.
Els colors relacionats amb els dos esmalts principals de l'heràldica europea: Or (> groc) i Argent (> blanc) s'ordenen primer. A continuació s'ordenen la resta de colors segons la tradició heràldica catalana, els quatre principals: Atzur (> blau), Gules (> vermell), Sable (> negre) i Sinople (> verd); i dos de menys utilitzats: Ataronjat (> carabassa) i Porpra (> porpra). La resta de colors diversos (carmí, porpra, rosa i gris) s'ordenen en darrer lloc.
S'agrupen colors similars per fer que la navegació per aquesta llista sigui pràctica. Com a tal, els verds foscos predominants a l'Orient Mitjà es classifiquen juntament amb els verds més brillants que predominen a Europa occidental.

## Groc
Els ors, grocs i ataronjats s'agrupen com a "Groc" a causa de la manca de divisions discretes dins d'aquest espectre i els diferents estàndards d'interpretació del color «or» i «groc», que apareix a les especificacions legalment codificades de moltes banderes.
- Anchorage (ciutat), Estats Units d'Amèrica (amb segell multicolor)
- Deli (soldanat, 1632–1946)
- Mysłowice (ciutat), Polònia (amb escut multicolor)
- Roi Et (província), Tailàndia (amb escut multicolor)

### Groc, blanc
- Banten (soldanat, 1527–1813)
- Bhutan (diferència entre groc i taronja)
- Hannover (regne, 1837-1866) (amb escut multicolor)
- Bandera de l'Hinduisme o Bhagwa Dhwaj (literalment "bandera safrà")
- Jacksonville (ciutat), Estats Units d'Amèrica (diferència entre groc, taronja i marró)
- Jerusalem (regne, 1099–1291)
- Mameluc (soldanat, 1250–1517)
- Nagano (prefectura), Japó (taronja per groc)
- Prachuap Khiri Khan (província), Tailàndia (amb detall en verd)
- San Francisco (ciutat), Estats Units d'Amèrica (amb escut i text multicolor)
- Silèsia (regió històrica)
- Ciutat del Vaticà (amb escut multicolor)

#### Groc, blanc, blau
- Açores (regió autònoma), Portugal (amb escut multicolor)
- Aisne (departament), França
- Alt Marne (departament), França
- república d'Anguilla (1967-1969) (taronja per groc)
- Argentina
- Aube (departament), França
- Baltrum (illa), Alemanya (escut perfilat en negre)
- Białobrzegi (ciutat), Polònia
- Bòsnia i Hercegovina
- Brisbane (ciutat), Austràlia
- Bronx (districte de Nova York), Estats Units d'Amèrica (taronja per groc)
- Regió de Brussel·les-Capital (regió), Bèlgica (1991–2015)
- Buriàtia (república), Rússia
- Calmúquia (república), Rússia
- Illes Canàries (amb escut multicolor)
- Movimiento Canarias Libre
- Moviment per l'Autodeterminació i Independència de l'Arxipèlag Canari (amb detall en verd)
- Chastre (municipi), Bèlgica
- Chubut (província), Argentina
- Colón (província), Panamà (amb escut multicolor)
- Curaçao, Regne dels Països Baixos
- Częstochowa (ciutat), Polònia
- Delaware (estat), Estats Units d'Amèrica (el diamant és ataronjat i l'escut multicolor)
- De Marne (municipi), Països Baixos
- Essonne (departament), França
- Hèlsinki (ciutat), Finlàndia
- Hofstra (universitat), Països Baixos (taronja per groc)
- Hrodna (ciutat), Belarús (figura en color marró)
- Hyvinkää (ciutat), Finlàndia
- Illes Marshall (taronja per groc)
- Jerusalem (ciutat), Israel
- Juist (illa), Alemanya (escut perfilat en negre)
- Kosovo
- Lelystad (municipi), Països Baixos
- Loir i Cher (departament), França
- Long Beach (ciutat), Estats Units d'Amèrica
- Lontzen (municipi), Bèlgica (més vermell a l'escut)
- Illa de Lord Howe, Austràlia
- Illes Scilly, Regne Unit (taronja per groc)
- Magallanes i de l'Antàrtica Xilena (regió), Xile
- Marne, França
- Marne (ciutat), Alemanya (amb detall en vermell)
- Merksem (districte), Anvers, Bèlgica
- Merionethshire (comtat), Regne Unit
- Nashville (ciutat), Estats Units d'Amèrica
- Nauru
- Nowa Sól (ciutat), Polònia (amb negre a l'escut)
- Olen (municipi), Bèlgica
- Pacatuba (municipi), Brasil
- Penang (estat), Malàisia (amb escut multicolor)
- Pendleton (ciutat), Estats Units d'Amèrica
- bandera del Príncep (taronja per groc)
- Reda (ciutat), Polònia
- Rhode Island (ciutat), Estats Units d'Amèrica
- Salou (municipi), Catalunya
- Sena i Marne (departament), França
- Shizuoka (prefectura), Japó (taronja per groc)
- Springfield (ciutat), Estats Units d'Amèrica (escut amb els mateixos colors)
- Stavelot (municipi), Bèlgica
- Sud-àfrica (1982-1994)
- Tessalònica (ciutat), Grècia (or per groc)
- The Dalles (ciutat), Estats Units d'Amèrica
- Terra del Foc, Antàrtida i Illes de l'Atlàntic Sud (província), Argentina (taronja per groc)
- Tocantins (estat), Brasil (taronja per groc)
- Tokelau (arxipèlag), Nova Zelanda
- Tuvà (república), Rússia
- Uruguai
- Uusimaa (regió), Finlàndia
- Vall del Marne (departament), França
- Vantaa (ciutat), Finlàndia
- Wachtebeke (municipi), Bèlgica
- Wilrijk (districte), Anvers, Bèlgica
- Yvelines (departament), França
- Zaventem (municipi), Bèlgica (figura en marró)

##### Groc, blanc, blau, vermell
- Acàdia (colònia francesa, 1604-1713)
- Acadiana, Estats Units d'Amèrica
- Estat dels Alauites (estat, 1922-1936), Síria
- Albanyà (municipi), Catalunya
- Almere (municipi), Països Baixos (amb escut multicolor)
- Alps de l'Alta Provença (departament), França
- Alt Loira (departament), França
- Avelgem (municipi), Bèlgica
- Ànglia de l'Est (regió), Regne Unit
- Anvers (província), Països Baixos
- Ardenes (departament), França
- Arieja (departament), França
- Artsakh (república)
- Aruba, Regne dels Països Baixos
- Balta (ciutat), Ucraïna
- Bàscara (municipi), Catalunya
- Bitola (municipi), Macedònia del Nord
- Bruges (ciutat), Bèlgica
- bandera del Budisme (distingeix entre groc i taronja)
- Cap Verd
- Carolina del Nord (estat), Estats Units d'Amèrica
- Castella-La Manxa (comunitat autònoma), Espanya (detall en blau)
- Catamarca (província), Argentina (escut multicolor)
- Charente (departament), França
- Cher (departament), França
- Colorado (estat), Estats Units d'Amèrica
- Colorado (1911–1964) (estat), Estats Units d'Amèrica
- Colúmbia Britànica (província), Canadà
- Comunió anglicana
- Córdoba (província), Argentina
- república Croata d'Herceg-Bòsnia (1991-1994)
- Costa d'Or (departament), França
- Cruesa (departament), França
- Denver (ciutat), Estats Units d'Amèrica
- Detroit (ciutat), Estats Units d'Amèrica (amb escut multicolor)
- Droma (departament), França
- Durham (ciutat), Estats Units d'Amèrica
- Encarnación (ciutat), Paraguai (amb escut multicolor)
- Estat Lliure d'Orange (1854–1902)
- Estelada, bandera de l'independentisme català
- Estendard reial del Regne Unit (utilitzat a Anglaterra, Gal·les i Irlanda del Nord)
- Estendard reial del Regne Unit (utilitzat a Escòcia)
- RSS d'Estònia (1953-1990)
- Eure (departament), França
- Eure i Loir (departament), França
- Falcón (estat), Veneçuela
- Filipines
- Fort Smit (comtat), Arkansas, EUA.
- Frísia (regió històrica)
- Gagaúsia (regió autònoma), Moldàvia
- Geòrgia (estat), Estats Units d'Amèrica
- Gironda (departament), França
- Gdynia (ciutat), Polònia
- Grâce-Hollogne (municipi), Bèlgica
- Indre (departament), França
- Indre i Loira (departament), França
- Jura (departament), França
- RSS del Kirguizstan (1924–1991)
- Kiribati
- Knurów (ciutat), Polònia
- Krosno (ciutat), Polònia
- Lafayette (ciutat), Estats Units d'Amèrica
- Lendelede (municipi), bèlgica
- RSS de Letònia (1953-1990)
- Limburg (província), Països Baixos
- Loja (província), Equador
- Lió (ciutat), França
- Londerzeel (municipi), Bèlgica
- Madeira (regió autònoma), Portugal
- Maladzietxna (ciutat), Belarús
- federació Malaia (1948–1963)
- Malàisia
- Manage (municipi), Bèlgica
- Mayotte (departament), França (no oficial)
- Malaca (estat), Malàisia
- Mecklenburg-Pomerània Occidental (estat), Alemanya
- Meeuwen-Gruitrode (antic municipi), Bèlgica
- Mengkukuo (1936–1945)
- Mississipi (estat), Estats Units d'Amèrica
- Napo (província), Equador
- Niue (estat associat), Nova Zelanda
- Nova Escòcia (província), Canadà
- Nova Gal·les del Sud (estat), Austràlia
- Orne (departament), França
- Otero (comtat), Estats Units d'Amèrica
- Oudenburg (municipi), Bèlgica
- Oxfordshire (comtat), Regne Unit
- Philippeville (municipi), Bèlgica
- Podlàquia (voivodat), Polònia
- Polk (comtat), Estats Units d'Amèrica
- Provença-Alps-Costa Blava (regió), França
- Radzionków (ciutat), Polònia
- Ranst (municipi), Bèlgica
- illa de Saba (municipalitat especial), Països Baixos
- Saint Louis (ciutat), Estats Units d'Amèrica
- Santa Creu (voivodat), Polònia (escut amb els mateixos colors)
- Saona i Loira (departament), França
- Sarthe (departament), França
- Sena Saint-Denis (departament), França
- Serock (ciutat), Polònia
- Sioux Falls (ciutat), Estats Units d'Amèrica
- Springfield (ciutat), Estats Units d'Amèrica
- Staré Hamry (municipi), Txèquia
- Sydney (ciutat), Austràlia
- Tarn i Garona (departament), França
- Tellin (municipi), Bèlgica
- Tibet (amb escut multicolor)
- Trenton (ciutat), Estats Units d'Amèrica
- Tuvalu
- Unió entre Suècia i Noruega (1814-1905)
- Ust-Orda Buriàtia (districte administratiu), Rússia
- RSS de l'Uzbekistan (1924–1991)
- Vargas (estat), Veneçuela
- Veneçuela (amb escut multicolor)
- Wuustwezel (municipi), Bèlgica
- Yaracuy (estat), Veneçuela (amb escut multicolor)
- Yonne (departament), França
- Zelanda (província), Països Baixos
- Żory (ciutat), Polònia
- Zutendaal (municipi), Bèlgica
- Zwevegem (municipi), Bèlgica

###### Groc, blanc, blau, vermell, verd
- Berendrecht-Zandvliet-Lillo (districte, Anvers), Bèlgica
- imperi del Brasil (1822-1889)
- Cantal (departament), França
- Comores
- Djebel Drus (estat autònom 1921-1936)
- Illes Verges Nord-americanes (territori d'ultramar), Estats Units d'Amèrica
- Karakalpakistan (república autònoma), Uzbekistan
- Karatxai-Txerkèssia (república), Rússia
- Khakàssia (república), Rússia
- Kortenberg (municipi), Bèlgica
- Misiones (departament), Paraguai (amb escut multicolor)
- Namíbia
- Província del Nord (Sri lanka)
- Oudsbergen (municipi), Bèlgica
- Pernambuco (estat), Brasil
- Plaquemines (parròquia), Estats Units d'Amèrica
- dinastia Qing
- República Centreafricana
- Roraima (estat), Brasil
- Roswell (ciutat), Estats Units d'Amèrica
- Saint Petersburg (ciutat), Estats Units d'Amèrica (carbassa per groc i dos tons de blau)
- Sint Eustatius (municipi), Països Baixos
- Sint-Martens-Latem (municipi), Bèlgica
- Sir Benfro (comtat), Regne Unit
- Regió dels Pobles del Sud-oest d'Etiòpia (estats regional), Etiòpia
- Tampa (ciutat), Estats Units d'Amèrica
- Valclusa (departament), França

###### Groc, blanc, blau, vermell, verd, porpra
- Província Autònoma dels Hebreus, Rússia (distingeix entre groc i carabassa)
- bandera Wiphala (distingeix entre groc i carabassa)

##### Groc, blanc, blau, negre
- Bandera de Burnaby Burnaby (ciutat), Canadà
- Cleveland (comtat 1974-1996), Regne Unit
- Érezée (municipi), Bèlgica
- Galmaarden (municipi), Bèlgica
- Herent (municipi), Bèlgica (vori per blanc)
- Kluisbergen (municipi), Bèlgica
- Mazir (ciutat), Belarús

##### Groc, blanc, blau, verd
- Apure (estat), Veneçuela (amb escut multicolor)
- Baixkíria (república), Rússia
- Bolívar (estat), Veneçuela (amb escut multicolor)
- Brasil
- Illa Christmas (dependència), Austràlia
- Ciudad Guayana (municipi), Veneçuela (amb escut multicolor)
- Connecticut (estat), Estats Units d'Amèrica (amb detall en morat)
- El Chaco (província), Argentina
- Cúmbria (consell del comtat), Regne Unit
- De Panne (municipi), Bèlgica
- Derbyshire (comtat), Regne Unit
- Flevoland (província), Països Baixos
- Formosa (província), Argentina
- Goiás (ciutat), Brasil
- Guárico (estat), Veneçuela (amb escut multicolor)
- Koksijde (municipi), Bèlgica (amb escut multicolor)
- Landes (departament), França
- Mato Grosso (estat), Brasil
- Mato Grosso do Sul (estat), Brasil
- bandera d'ARENA (partit polític 1965-1979), Brasil
- Nueva Esparta (estat), Veneçuela
- Piauí (estat), Brasil
- Portland (ciutat), Estats Units d'Amèrica
- Portuguesa (estat), Veneçuela
- Rondônia (estat), Brasil
- San Juan (comtat), Estats Units d'Amèrica
- Sergipe (estat), Brasil
- Salómó
- Yorkshire (comtat històric), Regne Unit

###### Groc, blanc, blau, verd, negre
- Amapá (estat), Brasil
- Assenede (municipi), Bèlgica

##### Groc, blanc, blau, gris
- Regió de Brussel·les-Capital (regió), Bèlgica

##### Groc, blanc, blau, marró
- Bièvre (municipi), Bèlgica
- Ciechanów (ciutat), Polònia
- Est (província), Sri Lanka
- Hertfordshire (comtat), Regne Unit

##### Groc, blanc, blau, porpra
- Montigny-le-Tilleul (municipi), Bèlgica

#### Groc, blanc, vermell
- Alken (municipi), Bèlgica
- Alta Garona (departament), França
- Apeldoorn (municipi), Països Baixos (detall en blau)
- Aude (departament), França
- Barcelona (ciutat), Catalunya
- Białystok (ciutat), Polònia (amb escut multicolor)
- Bielsko-Biała (ciutat), Polònia (amb escut multicolor)
- Brugelette (municipi), Bèlgica
- Brunehaut (municipi), Bèlgica
- Brunyola i Sant Martí Sapresa (municipi), Catalunya
- Caríntia (estat), Àustria
- Castellar del Vallès (municipi), Catalunya
- Chimay (municipi), Bèlgica
- Columbus (ciutat), Estats Units d'Amèrica
- Crisnée (municipi), Bèlgica
- De Pinte (municipi), Bèlgica
- Dorset (comtat), Regne Unit
- Duffel (municipi), Bèlgica
- principat imperial d'Elba (1814-1815)
- Elba (1815-1860) (amb escut multicolor)
- Erau (departament), França
- Essex (comtat), Regne Unit
- Flémalle (municipi), Bèlgica
- Gard (departament), França
- Grudziądz (ciutat), Polònia
- Guernsey (dependència de la corona), Regne Unit
- Haarlem (ciutat), Països Baixos
- Hamont-Achel (municipi), Bèlgica
- Hélécine (municipi), Bèlgica
- Inowrocław (ciutat), Polònia
- Illa de Man, Regne Unit
- Jelenia Góra (ciutat), Polònia (amb escut multicolor)
- Jersey, Regne Unit
- Jurbise (municipi), Bèlgica
- Kinrooi (municipi), Bèlgica
- Knokke-Heist (municipi), Bèlgica
- Kuurne (municipi), Bèlgica
- Lanaken (municipi), Bèlgica
- Limburg (província), Bèlgica
- Lincoln (ciutat), Regne Unit
- Lorena (regió, 1982-2016), França
- Lublin (voivodat), Polònia (escut i figura perfilat en negre)
- Lummen (municipi), Bèlgica (detall blau a l'escut)
- Menen (municipi), Bèlgica
- Merchtem (municipi), Bèlgica (detall negre a l'escut)
- Middlesex (comtat), Regne Unit
- Neerpelt (antic municipi), Bèlgica
- Òden (municipi), Catalunya
- Odessa (ciutat), Ucraïna
- Òlt i Garona (departament), França
- Ossètia del Nord - Alània (república), Rússia
- Ossètia del Sud (república independent de facto), Geòrgia
- Pelt (municipi), Bèlgica
- Penelles (municipi), Catalunya
- Petita Polònia
- Proszowice (ciutat), Polònia
- Quiévrain (municipi), Bèlgica
- Raeren (municipi), Bèlgica (escut perfilat en negre)
- Riemst (municipi), Bèlgica
- Rixensart (municipi), Bèlgica
- Rubí (municipi), Catalunya
- Rumst (municipi), Bèlgica
- Sant Petersburg (ciutat), Rússia
- San Diego (ciutat), Estats Units d'Amèrica (amb escut multicolor)
- Santa Bàrbara (ciutat), Estats Units d'Amèrica
- Sark (illa), Regne Unit
- Sena Marítim (departament), França (detall en blau)
- Selangor (estat), Malàisia
- Steenokkerzeel (municipi), Bèlgica
- Sułkowice (ciutat), Polònia (escut amb els mateixos colors)
- Świebodzin (ciutat), Polònia
- Tintigny (municipi), Bèlgica
- Vàrmia i Masúria (voivodat), Polònia
- Villers-la-Ville (municipi), Bèlgica
- Westmorland (comtat històric), Regne Unit
- York (ciutat), Regne Unit
- Zedelgem (municipi), Bèlgica

##### Groc, blanc, vermell, porpra
- Castella i Lleó (detall en blau)
- Illes Balears
- Mallorca (municipi), Illes Balears

#### Groc, blanc, negre
- Baltimore (ciutat), Estats Units d'Amèrica
- Brunei (protectorat, 1906-1959)
- Baixa Silèsia (voivodat), Polònia
- Enghien (municipi), Bèlgica
- Evergem (municipi), Bèlgica
- Hechtel-Eksel (municipi), Bèlgica
- Hoeselt (municipi), Bèlgica
- Incourt (municipi), Bèlgica
- Kędzierzyn-Koźle (ciutat), Polònia
- Norfolk (comtat), Regne Unit
- (municipi), Bèlgica
- Perak (estat), Malàisia
- imperi Rus (1858–1883)
- Sutherland (comtat), Regne Unit
- Tarnowskie Góry (ciutat), Polònia
- Vorselaar (municipi), Bèlgica

##### Groc, blanc, negre, vermell
- Aalter (municipi), Bèlgica
- Anzegem (municipi), Bèlgica
- Brunei
- Buckinghamshire (comtat), Regne Unit
- Egipte (daurat per groc)
- Brabant Flamenc (província), Bèlgica
- Charleroi (municipi), Bèlgica
- Châtelet (municipi), Bèlgica
- Courcelles (municipi), Bègica
- Diepenbeek (municipi), Bèlgica
- Geel (municipi), Bèlgica
- Geraardsbergen (municipi), Bèlgica
- Glarus (cantó), Suïssa
- Gran Polònia (voivodat), Polònia
- Herne (municipi), Bèlgica
- Krimpenerwaard (municipi), Països Baixos
- Lierde (municipi), Bèlgica
- Maryland (estat), Estats Units d'Amèrica
- Masòvia (voivodat), Polònia
- Miranda (estat), Veneçuela (amb escut multicolor)
- Nandrin (municipi), Bèlgica
- Nijlen (municipi), Bèlgica
- Papua Nova Guinea
- Puurs-Sint-Amands (municipi), Bèlgica
- 's-Hertogenbosch (municipi), Països Baixos
- Schilde (municipi), Bèlgica
- Skała (ciutat), Polònia
- Somme-Leuze (municipi), Bèlgica
- Tavastia Pròpia (regió), Finlàndia
- Timor Oriental
- Uganda
- Zuienkerke (municipi), Bèlgica (gris per blanc)

###### Groc, blanc, negre, vermell, blau
- Ain (departament), França
- Antigua i Barbuda
- Austràlia Meridional (estat), Austràlia (or per groc)
- Austràlia Occidental (estat), Austràlia
- Bedfordshire (comtat), Regne Unit
- Bonaire, Regne dels Països Baixos
- Charanta Marítima (departament), França
- Eswatini
- Herm, Regne Unit
- Lovendegem (municipi), Bèlgica
- Manxukuo (1932-1945)
- Mosel·la (departament), França
- Nunavut (territori), Canadà (fimbriat en negre)
- Òlt (departament), França (fimbriament en negre)
- República de la Xina (1912–1928)
- ** Retie (municipi), Bèlgica
- Roine (departament), França
- São Paulo (estat), Brasil
- Subcarpàcia (voivodat), Polònia

###### Groc, blanc, negre, vermell, blau, verd
- Saint-Pierre i Miquelon (col·lectivitat d'ultramar), França (no oficial)
- Sud-àfrica
- Sudan del Sud

###### Groc, blanc, negre, vermell, blau, verd, porpra, marró, rosa
- Bandera LGBT Progress 2018

###### Groc, blanc, negre, vermell, verd
- Dominica (amb escut multicolor)
- Guyana
- bandera del Jainisme (diferència entre groc i taronja)
- Moçambic
- Saint Christopher i Nevis
- Santander (departament), Colòmbia
- Táchira (estat), Veneçuela
- Zimbàbue

##### Groc, blanc, negre, blau
- Finisterre (departament), França
- Grisons (cantó), Suïssa (petit detall en vermell)
- Madison (ciutat), Estats Units d'Amèrica
- Myszków (ciutat), Polònia (escut multicolor)
- Pittsburgh (ciutat), Estats Units d'Amèrica
- Saint Lucia
- Zulia (estat), Veneçuela

###### Groc, blanc, negre, blau, verd
- Monagas (estat), Veneçuela

###### Groc, blanc, negre, blau, verd, marró
- Delta Amacuro (estat), Veneçuela

##### Groc, blanc, negre, verd
- Amazonas (departament), Colòmbia
- Anthisnes (municipi), Bèlgica
- Chorzele (ciutat), Polònia
- Ledegem (municipi), Bèlgica
- Orellana (província), Equador
- Saxe-Meiningen (ducat, 1680–1920)
- Schijndel (municipi), Països Baixos
- Waarschoot (municipi), Bèlgica

###### Groc, blanc, negre, verd, morat
- Nord Central (província), Sri Lanka

##### Groc, blanc, negre, porpra
- bandera No binària

#### Groc, blanc, verd
- Aceh (província), Indonèsia
- Arrieta (municipi), País Basc
- Azad Kashmir (regió), Pakistan (carabassa per groc)
- Aya (ciutat), Japó
- Bocas del Toro (província), Panamà
- Boutersem (municipi), Bèlgica
- departament de Caquetá, Colòmbia
- Ceará (estat), Brasil (amb escut multicolor)
- Costa d'Ivori (carabassa per groc)
- Cumbitara (ciutat), Colòmbia
- Districte Federal del Brasil (districte), Brasil
- Ehime (prefectura), Japó
- Františkovy Lázně (ciutat), Txèquia
- Guática (municipi), Colòmbia
- Guayanilla (municipi), Puerto Rico
- Hoštice-Heroltice (municipi), Txèquia
- Huila (departament), Colòmbia
- Índia (amb escut en blau) (carabassa per groc)
- Irlanda (carabassa per groc)
- Lentegí (municipi), Andalusia
- Luková (municipi), Txèquia
- Macau (ciutat), Xina
- Santa Maria de Martorelles (municipi), Catalunya
- Miami (ciutat), Estats Units d'Amèrica (escut dels mateixos colors) (carabassa per groc)
- Sant Miquel de Campmajor (municipi), Catalunya
- Níger (carabassa per groc)
- Panamà Oest (província), Panamà
- Prat de Comte (municipi), Catalunya
- Rialb (municipi), Catalunya
- Ricaurte (municipi), Colòmbia
- Rio Grande do Norte (estat), Brasil (amb escut multicolor)
- Ripoll (municipi), Catalunya
- Rohovládova Bělá (municipi), Txèquia
- Sabadell (municipi), Catalunya
- Santa Coloma de Farners (municipi), Catalunya
- Sarabetsu (municipi), Japó
- Seva (municipi), Catalunya
- Sesquilé (municipi), Colòmbia
- Soest (municipi), Països Baixos
- Sora (municipi), Catalunya
- Bandera d'Starry Plough (1914-1930)
- Sucumbíos (província), Equador
- Sumatra Oriental (1947-1950)
- Torrebesses (municipi), Catalunya (detall en vermell)
- Vaud (cantó), Suïssa
- Vilanova del Vallès (municipi), Catalunya
- Villalba (municipi), Puerto Rico
- Wiltshire (comtat), Regne Unit (or per groc)
- Winsum (municipi), Països Baixos
- Xipre (coure per groc)
- Yumbo (municipi), Colòmbia
- Zamora-Chinchipe (província), Equador
- Zielona Góra (ciutat), Polònia

##### Groc, blanc, verd, negre
- Amazones (departament), Colòmbia
- Anthisnes (municipi), Bèlgica

##### Groc, blanc, verd, vermell
- Alderney (dependència de la Corona Britànica), Regne Unit
- república de l'Ararat (1927–1930)
- Barretos (municipi), Brasil
- RSS de Belarús (1951-1991)
- Illa del Príncep Eduard (província), Canadà
- Indonèsia Oriental (1946-1950)
- Kurdistan
- La Rioja
- Lara (estat), Veneçuela
- Lieja (província), Bèlgica
- RSS de Lituània (1953–1988)
- Lubusz (voivodat), Polònia
- Maaseik (municipi), Bèlgica
- Myanmar
- Nova Granada (1810–1816)
- Rio Grande do Sul (estat), Brasil (amb escut multicolor)
- Shan (estat), Myanmar
- Surinam
- RSS del Tadjikistan (1953-1991)
- Tadjikistan
- Togo
- Turgòvia (cantó), Suïssa
- Turkmenistan
- Txetxènia (república), Rússia
- Vosges (departament), França

##### Groc, blanc, verd, carmí
- Oest (província), Sri Lanka

- Nord-oest (província), Sri Lanka

#### Groc, blanc, porpra
- Ath (municipi), Bèlgica
- Hernandarias (districte), Paraguai (amb escut multicolor)

### Groc, blau
- Aartselaar (municipi), Bèlgica
- Alaska (estat federal), Estats Units d'Amèrica
- Anderlecht, (municipi), Bèlgica
- Ardeixa (departament), França
- Arendonk (municipi), Bèlgica
- Assesse (municipi), Bèlgica
- Astúries
- Avià (municipi), Catalunya
- Baarle-Hertog (municipi), Bèlgica
- Baarn (municipi), Països Baixos
- Baixa Àustria (estat federal), Àustria
- Balen (municipi), Bèlgica
- Bassenge (municipi), Bèlgica
- Beernem (municipi), Bèlgica (figures perfilades en negre)
- Balen (municipi), Bèlgica
- Begijnendijk (municipi), Bèlgica (escut amb blanc i negre)
- Bergen (comtat), Estats Units d'Amèrica
- Bertogne (municipi), Bèlgica
- Bodegraven-Reeuwijk (municipi), Països Baixos
- Boekel (municipi), Països Baixos
- Bonastre (municipi), Catalunya
- Bophuthatswana (antic bantustan, 1977-1994), Sud-àfrica (amb escut blanc i negre)
- Borne (municipi), Països Baixos
- Braine-l'Alleud (municipi), Bèlgica
- Bretch (municipi), Bèlgica
- Brunsvic-Lüneburg (ducat, 1235-1806)
- Buggenhout (municipi), Bèlgica (amb escut multicolor)
- Bunschoten (municipi), Països Baixos (figures perfilades en negre)
- Burg-Reuland (municipi), Bèlgica
- Bytom (ciutat), Polònia
- Cabília, Algèria
- Cambridgeshire (comtat), Anglaterra
- Canovelles (municipi), Catalunya
- Castellcir (municipi), Catalunya
- Castellet i la Gornal (municipi), Catalunya (detall en negre)
- Castellterçol (municipi), Catalunya
- Celles (municipi), Bèlgica
- Cervelló (municipi), Catalunya
- Chaudfontaine (municipi), Bèlgica
- Cheshire (comtat), Anglaterra
- Cistella (municipi), Catalunya
- Estat Lliure del Congo (1885-1908) i Congo Belga (1908–1960)
- República del Congo (1960–1963)
- República Democràtica del Congo (1997-2003)
- República Democràtica del Congo (2003-2006)
- Dakota del Sud (estat federal), Estats Units d'Amèrica
- Daverdisse (municipi), Bèlgica
- Dentergem (municipi), Bèlgica (escut multicolor)
- Deurne (districte), Anvers, Bèlgica
- Diksmuide (municipi), bèlgica
- Dilbeek (municipi), Bèlgica
- Donceel (municipi), Bèlgica
- Doubs (departament), França (detall en vermell)
- Dour (municipi), Bèlgica
- Ede (municipi), Països Baixos
- Ekeren (districte), Anvers, Bèlgica
- Epe (municipi), Països Baixos
- Essen (municipi), Bèlgica (amb detall blanc a l'escut)
- Filadèlfia (ciutat), Estats Units d'Amèrica (amb escut multicolor)
- Font-rubí (municipi), Catalunya
- estendard reial de França (1589-1792 i 1815-1848)
- Frísia occidental (regió natural), Països Baixos
- Friül - Venècia Júlia (regió), Itàlia (detall en argent)
- Genappe (municipi), Bèlgica
- Gesves (municipi), Bèlgica (amb blanc i vermell a l'escut)
- Gilze en Rijen (municipi), Països Baixos
- Hamilton (ciutat), Canadà
- Harderwijk (municipi), Països Baixos
- Hattem (municipi), Països Baixos
- Havelange (municipi), Bèlgica
- Heerlen (municipi), Països Baixos
- Herbeumont (municipi), Bèlgica
- Herenthout (municipi), Bèlgica
- Herrera (província), Panamà
- Herve (municipi), Bèlgica
- Heumen (municipi), Països Baixos
- Hilversum (municipi), Països Baixos
- Hoegaarden (municipi), Bèlgica
- Indiana (estat federal), Estats Units d'Amèrica
- Isèra (departament), França
- Jalisco (estat), Mèxic (amb escut multicolor)
- Jette (municipi), Bèlgica
- Kansas (estat federal), Estats Units d'Amèrica (amb escut multicolor)
- Kapellen (municipi), Bèlgica
- Kampenhout (municipi), Bèlgica
- Katowice (ciutat), Polònia (amb escut multicolor)
- Kazakhstan
- Kraainem (municipi), Bèlgica
- Kuźnia Raciborska (ciutat), Polònia
- Laren (municipi), Països Baixos
- Lede (municipi), Bèlgica
- Lille (municipi), Bèlgica
- Lisse (municipi), Països Baixos
- Ljouwert (ciutat), Països Baixos
- Lluçà (municipi), Catalunya
- Lochem (municipi), Països Baixos
- Lommel (municipi), Bèlgica
- Lubliniec (ciutat), Polònia (amb escut multicolor)
- Luque (ciutat), Paraguai
- Macedònia Central (regió), Grècia
- Molenbeek-Saint-Jean, (municipi), Bèlgica
- Oldenzaal (municipi), Països Baixos
- Olèrdola (municipi), Catalunya
- Gmina Opatowiec (districte), Polònia
- Opole (ciutat), Polònia
- Opole (voivodat), Polònia
- Opwijk (municipi), Bèlgica
- Oregon (estat federal), Estats Units d'Amèrica (anvers i revers diferents)
- Ottignies-Louvain-la-Neuve (municipi), Bèlgica
- Overijse (municipi), Bèlgica
- Pabianice (ciutat), Polònia
- Palau
- Papendrecht (municipi), Països Baixos
- Parma (ducat, 1545-1859)
- Perlis (estat), Malàisia
- Piekary Śląskie (ciutat), Polònia
- Pijnacker-Nootdorp (municipi), Països Baixos (figures fimbriades en negre)
- El Pont d'Armentera (municipi), Catalunya
- Pszczyna (ciutat), Polònia (detall en vermell)
- Pszów (ciutat), Polònia (amb escut multicolor)
- Putte (municipi), Bèlgica
- Putten (municipi), Països Baixos
- Ravels (municipi), Bèlgica
- Reusel-De Mierden (municipi), Països Baixos (figures fimbriades en negre)
- Rijswijk (municipi), Països Baixos
- El Rourell (municipi), Catalunya
- Rouvroy (municipi), Bèlgica
- Rozendaal (municipi), Països Baixos
- Ruda Śląska (ciutat), Polònia
- Saint-Ghislain (municipi), Bèlgica
- Saint-Hubert (municipi), Bèlgica
- creu de sant Alban
- Sant Llorenç de la Muga (municipi), Catalunya
- Santa Coloma de Cervelló (municipi), Catalunya
- Schelle (municipi), Bèlgica
- Silèsia (voivodat), Polònia
- Sint-Gillis-Obbrussel (municipi), Bèlgica
- Sint-Gillis-Waas (municipi), Bèlgica (figura en blanc i verd)
- Sint-Niklaas (municipi), Bèlgica
- Skoczów (ciutat), Polònia (amb escut multicolor)
- Son en Breugel (municipi), Països Baixos
- Sośnicowice (ciutat), Polònia (amb escut multicolor)
- Stabroek (municipi), Bèlgica
- Staphorst (municipi), Països Baixos
- Stekene (municipi), Bèlgica
- Suècia
- Sussa (ciutat), Tunísia (amb escut multicolor)
- Suffolk (comtat), Regne Unit
- Surrey (comtat), Regne Unit
- Sussex (comtat històric), Regne Unit
- La Tallada d'Empordà (municipi), Catalunya
- Temse (municipi), Bèlgica
- Ternat (municipi), Bèlgica
- Tessenderlo (municipi), Bèlgica
- Tilburg (ciutat), Països Baixos
- Tokushima (prefectura), Japó (detall en blanc)
- Ucraïna
- Unió Europea
- Valkenswaard (municipi), Països Baixos
- Velsen (municipi), Països Baixos
- Võru (municipi rural), Estònia
- Waasmunster (municipi), Bèlgica
- Wellen (municipi), Bèlgica
- Westerwolde (municipi), Països Baixos
- Wevelgem (municipi), Bèlgica
- Willich (municipi), Alemanya (figura perfilada de negre)
- Wommelgem (municipi), Bèlgica
- Zandvoort (municipi), Països Baixos
- Zingem (municipi), Bèlgica
- Zoetermeer (municipi), Països Baixos
- Zoeterwoude (municipi), Països Baixos
- Zonhoven (municipi), Bèlgica
- Zottegem (municipi), Bèlgica

#### Groc, blau, gris
- Reno (ciutat), Estats Units d'Amèrica

#### Groc, blau, verd
- Anzoátegui (estat), Veneçuela (detall en negre)
- Bandung (municipi), Indonèsia
- Bełchatów (municipi), Polònia
- Cabília (disseny antic)
- Chocó (departament), Colòmbia
- Gabon
- Guainía (departament), Colòmbia
- Los Angeles (comtat), Estats Units d'Amèrica (escut multicolor)
- Ostrołęka (municipi), Polònia
- Ruanda (distingeix entre dos grocs)
- Saint Vincent i les Grenadines
- Siemianowice Śląskie (municipi), Polònia
- Sils (municipi), Catalunya
- Sudan (1956-1970)
- Ustroń (municipi), Polònia
- Walla Walla (població), Estats Units d'Amèrica

##### Groc, blau, verd, gris
- Medio San Juan (municipi), Colòmbia

##### Groc, blau, verd, marró
- Venda (bantustan, 1979–1994), Sud-àfrica

#### Groc, blau, vermell
- Adelaida (ciutat), Austràlia
- Åland (regió autònoma), Finlàndia
- Alier (departament), França
- Alts Alps (departament), França
- Amay (municipì), Bèlgica
- Andorra (amb marró a l'escut)
- Arenberg (comtat, 1803-1810)
- Arizona (estat), Estats Units d'Amèrica (distingeix entre groc i coure)
- Armènia (carabassa per groc)
- RSS d'Armènia (1952-1990), Unió Soviètica
- RSS de l'Azerbaidjan (1952-1991), Unió Soviètica
- Bekkevoort (municipi), Bèlgica
- Beveren (municipi), Bèlgica
- Boortmeerbeek (municipi), Bèlgica
- Boques del Roine (departament), França
- Cabília, Algèria
- Calvados (departament), França
- Cañar (província), Equador
- Cardedeu (municipi), Catalunya
- Castelló d'Empúries (municipi), Catalunya (detall en negre)
- Cieszyn (ciutat), Polònia
- Colòmbia
- Corresa (departament), França
- Cundinamarca (departament), Colòmbia (amb escut multicolor)
- Dayak Besar (regió autònoma), Estats Units d'Indonèsia (1949–1950)
- Equador (amb escut multicolor)
- Durham (municipi), Estats Units d'Amèrica (amb estels blancs)
- Equador (amb escut multicolor)
- L'Escala (municipi), Catalunya
- Escània (regió), Suècia
- Estaimpuis (municipi), Bèlgica
- Flandes Occidental (província), Bèlgica
- Frísia Septentrional, Alemanya
- Genk (municipi), Bèlgica
- Grimbergen (municipi), Bèlgica
- Ham-sur-Heure-Nalinnes (municipi), Bèlgica (amb blanc a l'escut)
- Heers (municipi), Bèlgica
- Hensies (municipi), Bèlgica
- Herselt (municipi), Bèlgica
- Holanda del Nord (regió), Països Baixos
- Hooglede (municipi), Bèlgica
- Huy (municipi), Bèlgica
- Illa de la Reunió (Lö Mahavéli), França
- RSS del Kazakhstan (1920-1991), Unió Soviètica
- Kortenaken (municipi), Bèlgica
- Landes (departament), França
- Lida (ciutat), Belarús
- Liechtenstein
- Liedekerke (municipi), Bèlgica
- Lint (municipi), Bèlgica
- Łomża (ciutat), Polònia
- Losera (departament), França
- Maine i Loira (departament), França
- Manche (departament), França
- Gran Ducat de Mecklenburg-Schwerin (1815-1918)
- Gran Ducat de Mecklenburg-Strelitz (1815-1918)
- Estat Lliure de Mecklenburg-Strelitz (1918-1933)
- Estat de Mecklenburg (1933-1952)
- Moldàvia (amb escut multicolor)
- Mongòlia
- Montgomery (comtat), Estats Units d'Amèrica
- Illes Òrcades, Regne Unit
- Overijssel (província), Països Baixos
- País Valencià (detall en verd)
- Pas de Calais (departament), França
- Płock (ciutat), Polònia
- Principat de Romania (1859–1881)
- Remicourt (municipi), Bèlgica
- República Democràtica del Congo (1964-1966)
- República Democràtica del Congo (1966-1971)
- República Democràtica del Congo
- Rochefort (municipi), Bèlgica
- Romania
- RSFS de Rússia (1954-1991), Unió Soviètica
- Sint-Truiden (municipi), Bèlgica
- Świętochłowice (ciutat), Polònia (amb escut multicolor)
- RSS del Tukmenistan (1953-1974), Unió Soviètica
- Txad
- RSS d'Ucraïna (1950–1991), Unió Soviètica
- Venlo (municipi), Països Baixos
- Var (departament), França
- Vietnam del Sud (1975-1976)
- Waalre (municipi), Països Baixos
- Westerlo (municipi), Bèlgica
- Wichelen (municipi), Bèlgica
- Gran Ducat de Wurzburg (1805–1814)
- Zabrze (ciutat), Polònia
- Zwalm (municipi), Bèlgica

##### Groc, blau, vermell, negre
- Christchurch (ciutat), Nova Zelanda
- Couvin (municipi), Bèlgica
- Eschweiler (ciutat), Alemanya
- Germantown (ciutat), Estats Units d'Amèrica
- Kapelle-op-den-Bos (municipi), Bèlgica
- Kortemark (municipi), Bèlgica
- Maçanet de Cabrenys (municipi), Catalunya
- Meise (municipi), Bèlgica (detall en blanc)
- Niasvij (ciutat), Belarús
- Rhein-Hunsrück (districte), Alemanya
- Satakunta (regió), Finlàndia
- Silly (municipi), Bèlgica

##### Groc, blau, vermell, verd
- Buenos Aires (província), Argentina
- Carabobo (estat), Veneçuela (amb detall en negre)
- RSS Carelo-Finlandesa (1953–1956), Unió Soviètica
- Eritrea
- Etiòpia
- Etiòpia (1996–2009)
- Hellendoorn (municipi), Països Baixos
- Holsbeek (municipi), Bèlgica
- Lincolnshire (comtat), Regne Unit
- Maurici
- Pirineus Atlàntics (departament), França (detall en verd)

##### Groc, blau, vermell, verd, carabassa
- Portales (ciutat), Estats Units d'Amèrica

###### Groc, blau, vermell, verd, porpra
- Cusco (ciutat), Perú (distingeix entre groc i carabassa i dos tons de blau)
- Bandera LGBT (versió de sis colors popular des de 1979, amb el blau reial que substitueix tant el turquesa com l'indi i distingeix entre groc i carabassa).

##### Groc, blau, vermell, marró
- Tulsa (ciutat), Estats Units d'Amèrica

#### Groc, blau, negre
- Bahames
- Balta (districte), Ucraïna
- Barbados
- Territori de Belfort (departament), França
- Bořanovice (municipi), Txèquia
- Brno-Útěchov (districte de Brno), Txèquia
- Soldanat de Bulungan (1731–1964)
- Caithness (comtat històric), Regne Unit
- Chýně (municipi), Txèquia
- Cojedes (estat), Veneçuela
- Comunitat Europea del Carbó i de l'Acer (1951-2002)
- Dobrin (municipi), Txèquia
- Donetsk (ciutat), Ucraïna
- Donetsk (província), Ucraïna
- Düren (districte), Alemanya
- El Paso (ciutat), Estats Units d'Amèrica (detall en verd)
- Fernie (ciutat), Canadà
- Gelderland (província), Països Baixos
- Gomel (municipi), Belarús
- Jamundí (municipi), Colòmbia
- Kasterlee (municipi), Bèlgica
- Kleck (ciutat), Belarús
- Kõo (municipi rural), Estònia
- Machelen (municipi), Bèlgica
- Monmouthshire (comtat històric), Regne Unit
- Placilla (comuna), Xile
- Puck (comtat), Polònia
- Porto Velho (ciutat), Brasil
- San Pedro de Ycuamandiyú (ciutat), Paraguai
- Shropshire (comtat), Regne Unit
- Simití (municipi), Colòmbia
- (versió James Cadle)
- Veenendaal (municipi), Països Baixos
- Vlčková (municipi), Txèquia
- Wellington (ciutat), Nova Zelanda
- Zanzíbar (estat, gener 1964), Tanzània

##### Groc, blau, negre, verd
- Alveringem (municipi), Bèlgica
- Guadalupe (regió d'ultramar), França
- Partit Afro-Shirazi (1957-1977), Tanzània
- Saint Christopher-Nevis-Anguilla (1967-1983), Índies Occidentals
- Tanzània
- Zanzíbar (estat), Tanzània

#### Groc, blau, rosa
- bandera de l'Orgull pansexual

### Groc, vermell
- Alblasserdam (municipi), Països Baixos
- Albuquerque (ciutat), Estats Units d'Amèrica
- Alt Empordà (comarca), Catalunya
- Alt Rin (departament), França
- Alts Pirineus (departament), França (amb detall en blau)
- Amhara (regió), Etiòpia
- Andrychów (ciutat), Polònia (amb escut dels mateixos colors)
- Anglesey (illa), Gal·les
- Anhée (municipi), Bèlgica
- Ans (municipi), Bèlgica
- Aragó (amb escut multicolor)
- Aragua (estat), Veneçuela (amb escut multicolor)
- Bandera del poble Arameu o síriac
- Avairon (departament), França
- Azuay (província), Equador
- Baden (marcgraviat, 1112–1803)
- gran Ducat de Baden (1806–1918)
- república de Baden (1918 – 1945)
- Belœil (municipi), Bèlgica
- Berloz (municipi), Bèlgica
- Beauraing (municipi), Bèlgica
- Beauvechain (municipi), Bèlgica
- Beringen (municipi), Bèlgica (figura en marró)
- Besalú, la Garrotxa
- Bogotà (ciutat), Colòmbia (amb escut multicolor)
- Borgloon (municipi), Bèlgica
- Borsbeek (municipi), Bèlgica
- Boussu (municipi), Bèlgica
- Braine-le-Château (municipi), Bèlgica
- Burgenland (estat federal), Àustria
- Calaf (municipi), Catalunya
- Calders (municipi), Catalunya
- Catalunya
- Cervera (municipi), Catalunya
- Chièvres (municipi), Bèlgica
- Comines-Warneton (municipi), Bèlgica (amb negre a l'escut)
- Constantí (municipi), Catalunya
- Cuijk (municipi), Països Baixos
- Culemborg (municipi), Països Baixos
- Dilsen-Stokkem (municipi), Bèlgica
- Dobczyce (ciutat), Polònia
- Dordonya (departament), França (amb detall en blau)
- Drogenbos (municipi), Bèlgica
- Ellezelles (municipi), Bèlgica
- estendard de l'Emperador del Japó
- Escània (regió), Suècia
- Espanya (amb escut multicolor)
- Eupen (municipi), Bèlgica (escut amb blanc i negre)
- Ferrières (municipi), Bèlgica
- Gallifa (municipi), Catalunya
- Gennep (municipi), Països Baixos
- Gmina Garbatka-Letnisko (districte), Polònia (amb detall en blanc)
- Gmina Gózd (districte), Polònia (amb detall en blanc)
- Guils de Cerdanya (municipi), Catalunya
- Hail (emirat, 836-1921)
- Harelbeke (municipi), Bèlgica
- Heemstede (municipi), Països Baixos
- Herk-de-Stad (municipi), Bèlgica
- Herstal (municipi), Bèlgica (escut amb blau i marró)
- Herstappe (municipi, Bèlgica
- Herzele (municipi), Bèlgica
- Holanda del Sud (regió), Països Baixos
- Hostalric (municipi), Catalunya
- Hove (municipi), Bèlgica
- Huizen (municipi), Països Baixos
- Il-kanat (1256–1335) (segons imatge a l'Atles Català)
- Juneda (municipi), Catalunya
- Kalmthout (municipi), Bèlgica
- Kamputxea Democràtica (1975–1979)
- República Popular de Kamputxea (1979–1993)
- Kirguizstan
- Knesselare (antic municipi), Bèlgica
- Kontich (municipi), Bèlgica
- Kortessem (municipi), Bèlgica
- Kruishoutem (antic municipi), Bèlgica
- Lessines (municipi), Bèlgica (amb blanc a l'escut)
- Liechtenstein (1719–1852)
- Lieja (ciutat), Bèlgica
- Lippe (principat, 1789-1918)
- RSS de Lituània (1944–1953)
- La Llagosta (municipi), Catalunya
- Llers (municipi), Catalunya
- Łódź (ciutat), Polònia (amb escut multicolor)
- Łódź (voivodat), Polònia
- Loira (departament), França
- Lubin (ciutat), Polònia
- Macedònia del Nord
- Macedònia del Nord (1992-1995)
- Melle (municipi), Bèlgica (escut fimbriat en negre)
- Messancy (municipi), Bèlgica
- Mieres (municipi), Catalunya
- Mohéli (illa), Comores
- Mol (municipi), Bèlgica
- RSS de Moldàvia (1937-1938)
- RSS de Moldàvia (1938-1940)
- RSS de Moldàvia (1941-1952)
- Mon (estat), Myanmar
- Montcada i Reixac (municipi), Catalunya
- Montenegro
- Mont-roig del Camp (municipi), Catalunya
- Morlanwelz (municipi), Bèlgica
- Mortsel (municipi), Bèlgica
- Mura (municipi), Catalunya
- Nàpols (ciutat), Itàlia
- Nassogne (municipi), Bèlgica (escut amb blanc i blau també)
- Nevele (antic municipi), Bèlgica
- Niel (municipi), Bèlgica
- Nieuwerkerken (municipi), Bèlgica
- Nieuwkoop (municipi), Països baixos (figures perfilades en negre)
- Northumberland (comtat), Regne Unit
- Nou Mèxic (estat), Estats Units d'Amèrica
- Occitània (regió històrica)
- Nacionalisme occità
- Oegstgeest (municipi), Països Baixos
- Ohey (municipi), Bèlgica
- Oldenburg (ciutat), Alemanya
- Ostenda (municipi), Bèlgica
- Orp-Jauche (municipi), Bèlgica
- Peer (municipi), Bèlgica
- Perwez (municipi), Bèlgica (fimbriat en negre)
- Pichincha (província), Equador (amb escut multicolor)
- Pionki (districte), Polònia
- Pont-à-Celles (municipi), Bèlgica
- Praga (ciutat), República Txeca
- Pretòria (ciutat), Sud-àfrica
- Provença (antiga província), França
- Pruszków (ciutat), Polònia
- Puigcerdà (municipi), Catalunya
- Sant Climent de Llobregat, el Baix Llobregat
- Sarroca de Bellera (municipi), Catalunya (amb detall en blau marí)
- Schagen (municipi), Països Baixos
- Shimane (prefectura), Japó
- Sicília (regió), Itàlia (amb emblema multicolor)
- Gmina Sobolew (districte), Polònia (amb detall en blanc)
- Sombreffe (municipi), Bèlgica
- Somerset (comtat), Regne Unit (amb detall en blau)
- Staden (municipi), Bèlgica (detall en blau)
- Staffordshire (comtat), Regne Unit
- Taitxung (ciutat), Taiwan
- Tarn (departament), França
- Tarroja de Segarra (municipi), Catalunya
- Tigre (regió), Etiòpia
- Troms (comtat), Noruega
- Tubize (municipi), Bèlgica
- Txuvàixia (república), Rússia
- RSS d'Ucraïna (1919–1929)
- RSS d'Ucraïna (1929–1937)
- RSS d'Ucraïna (1937–1950)
- Unió de Repúbliques Socialistes Soviètiques (1923-1991)
- Uva (província), Sri Lanka
- Vall d'Aran (amb escut multicolor)
- Vallmoll (municipi), Catalunya
- Valònia (regió), Bèlgica
- Varsòvia (ciutat), Polònia
- Vietnam
- Vietnam del Sud (1948-1975)
- Villers-le-Bouillet (municipi), Bèlgica
- Vilvoorde (municipi), Bèlgica
- Virton (municipi), Bèlgica
- Voorst (municipi), Països Baixos
- Wervik (municipi), Bèlgica
- Wessex (regne, 519-927)
- Wijchen (municipi), Països Baixos
- Wingene (municipi), Bèlgica
- Włocławek (ciutat), Polònia (amb escut multicolor)
- República Popular de la Xina
- Zgierz (comtat), Polònia (amb escut multicolor)
- Zoersel (municipi), Bèlgica

#### Groc, vermell, porpra
- Espanya (1931-1939) (amb escut multicolor)

#### Groc, vermell, verd
- Acre (estat), Brasil
- Bangladesh (1971)
- Bernissart (municipi), Bèlgica
- Bilzen (municipi), Bèlgica
- Bolívar (departament), Colòmbia
- Bolívia
- Brussel·les (ciutat), Bèlgica
- Burkina Faso
- Camerun
- Carchi (província), Equador
- Casanare (departament), Colòmbia
- República del Congo
- Guaiana Francesa (consell departamental fins 2015), França
- Grenada
- Guinea
- Hannut (municipi), Bèlgica
- Horebeke (municipi), Bèlgica
- Houthalen-Helchteren (municipi), Bèlgica
- Komárom (municipi), Hongria (amb escut multicolor)
- Lancashire (comtat), Anglaterra
- Langkat (soldanat, 1568–1946)
- Lituània
- Los Angeles (municipi), Estats Units d'Amèrica
- Mali
- Mauritània
- RSS de Moldàvia (1952-1990)
- Poperinge (municipi), Bèlgica
- Puèi Domat/Puy-de-Dôme (departament), França
- Ricaurte (municipi), Veneçuela
- Ruanda (1959-1962)
- Saskatchewan (província), Canadà
- Senegal
- Transnístria
- Zanzíbar (soldanat, 1963)
- Zele (municipi), Bèlgica

##### Groc, vermell, verd, blanc
- RSS de Lituània (1953–1988)

##### Groc, vermell, verd, marró
- Etiòpia (1897–1974)
- Etiòpia (1974–1975)
- Zaire (1971-1997)

##### Groc, vermell, verd, negre
- Azawad, Mali
- Benishangul-Gumaz, Etiòpia
- Cap Verd (1975-1992)
- Ghana
- Guinea Bissau
- Kuna Yala (comarca), Panamà (amb detall en marró)
- Maarkedal (municipi), Bèlgica
- Federació de Mali (1959-1960)
- Partit Africà per la Independència de Guinea i Cap Verd, Guinea Bissau
- Ruanda (1962-2001)
- São Tomé i Príncipe
- Vanuatu
- Zàmbia

##### Groc, vermell, gris
- Aalst (municipi), Bèlgica

### Groc, negre
- Al-Qaida a l'Iraq (2004-2006)
- Alcoletge (municipi), Catalunya
- bandera de l'Anarcocapitalisme
- Andenne (municipi), Bèlgica
- Baden-Württemberg (estat), Alemanya
- Banjar (soldanat, 1526–1860)
- Borger-Odoorn (municipi), Països Baixos
- Cantallops (municipi), Catalunya
- Corbera de Llobregat (municipi), Catalunya
- Dessel (municipi), Bèlgica
- L'Esquirol (municipi), Catalunya
- Estamariu (municipi), Catalunya
- Flandes (regió), Bèlgica
- Frameries (municipi), Bèlgica
- Gowa (soldanat, c1300–1945)
- Sant Guim de la Plana (municipi), Catalunya
- Guardiola de Berguedà (municipi), Catalunya
- Imperi Habsburg (1526–1804)
- IJsselstein (municipi), Països Baixos
- Jodoigne (municipi), Bèlgica
- Lanfang (república, 1777–1884)
- Liberland (amb escut multicolor)
- Lubbeek (municipi), Bèlgica
- Meulebeke (municipi), Bèlgica
- Miralcamp (municipi), Catalunya (detall en blanc)
- Múnic (municipi), Alemanya
- Musson (municipi), Bèlgica
- bandera del Nacionalisme flamenc
- Namur (ciutat), Bèlgica
- Nieuwpoort (municipi), Bèlgica (detall en vermell)
- Nord (departament), França
- Nordland (comtat), Noruega
- Oosterzele (municipi), Bèlgica
- Pittsburgh (ciutat), Estats Units d'Amèrica (amb escut multicolor)
- Pomerània (voivodat), Polònia
- Bandera de sant David
- Sant Guim de Freixenet (municipi), Catalunya (detall en verd)
- Schaffhausen (cantó), Suïssa (detall en vermell)
- Electorat de Saxònia (1356-1806) (amb escut multicolor)
- Saxònia-Anhalt (estat federal), Alemanya (amb escut multicolor)
- Saxònia-Gotha-Altenburg (ducat, 1680–1826)
- Saxònia-Lauenburg (ducat, 1814–1876)
- Sliedrecht (municipi), Països Baixos
- Snits (ciutat), Països Baixos
- Tagamanent (municipi), Catalunya
- Thimister-Clermont (municipi), Bèlgica
- Tiel (municipi), Països Baixos
- Vidreres (municipi), Catalunya
- Voorschoten (municipi), Països Baixos
- Waddinxveen (municipi), Països Baixos
- Wijnegem (municipi), Bèlgica
- Workum (ciutat), Països Baixos
- Zwijndrecht (municipi), Països Baixos

#### Groc, negre, vermell
- Alemanya
- Angola
- bandera Aborigen australiana
- Baixa Saxònia (estat), Alemanya (detall en blanc)
- Balenyà (municipi), Catalunya
- Bèlgica
- Berna (ciutat i cantó), Suïssa
- Brabant Való (província), Bèlgica
- Breda (municipi), Catalunya
- Düren (ciutat), Alemanya
- Fléron (municipi), Bèlgica
- Fontaine-l'Évêque (municipi), Bèlgica
- Ginebra (ciutat i cantó), Suïssa
- Guayama (ciutat), Puerto Rico
- Hainaut (província), Bèlgica (detall en blau)
- Laakdal (municipi), Bèlgica
- Laarne (municipi), Bèlgica
- Malines (municipi), Bèlgica
- Malla (municipi), Catalunya
- Merelbeke (municipi), Bèlgica (amb detall blanc a la figura)
- Negeri Sembilan (estat), Malàisia
- Norte de Santander (departament), Colòmbia
- Oudenaarde (municipi), Bèlgica
- Overpelt (antic municipi), Bèlgica
- Pagaruyung (regne, 1347–1833)
- Purmerend (ciutat), Països Baixos
- Rembau (districte), Malàisia (amb escut multicolor)
- Renània-Palatinat (estat), Alemanya (amb escut multicolor)
- Reuss-Ebersdorf (comtat, 1678-1806; principat, 1806-1824)
- Reuß-Lobenstein (senyoriu, 1425–1547; comtat, 1673-1790 ; principat, 1790-1824)
- Estat Popular de Reuss (1919–1920)
- Saarland (estat), Alemanya (amb escut multicolor)
- Sarawak (regne, 1846-1946)
- Sarawak (estat), Malàisia
- Sint-Kathelijne-Waver (municipi), Bèlgica
- Tàrrega (municipi), Catalunya
- Tètovo (municipi), Macedònia del Nord
- Uri (cantó), Suïssa
- Waldeck (principat, 1180–1918)
- Waldeck-Pyrmont (1918–1929)
- Wemmel (municipi), Bèlgica
- Württemberg-Baden (estat, 1945–1952), Alemanya
- Würzburg (municipi), Alemanya
- Zgierz (ciutat), Polònia
- Zonnebeke (municipi), Bèlgica (detall en gris)

##### Groc, negre, vermell, blau, verd
- Front d'Alliberament Nacional Canac Socialista

##### Groc, negre, vermell, gris
- Destelbergen (municipi), Bèlgica

#### Groc, negre, gris
- Chojnice (ciutat), Polònia
- Lo-Reninge (municipi), Bèlgica

### Groc, verd
- Aa en Hunze (ciutat), Països Baixos
- Adiguèsia (república), Rússia
- Alcanó (municipi), Catalunya
- Alfés (municipi), Catalunya
- Ang Thong (província), Tailàndia (amb escut multicolor)
- L'Armentera (municipi), Catalunya
- Avinyó (municipi), Catalunya
- Banyeres del Penedès (municipi), Catalunya
- Bellpuig (municipi), Catalunya
- Beni (departament), Bolívia
- Caacupé (ciutat), Paraguai (amb escut multicolor)
- Caldas (departament), Colòmbia
- Campelles (municipi), Catalunya
- Canyelles (municipi), Catalunya
- Cauca (departament), Colòmbia
- Colfontaine (municipi), Bèlgica (amb escut multicolor)
- Culebra (municipi), Puerto Rico
- El Oro (província), Equador
- El Papiol (municipi), Catalunya
- Figaró-Montmany (municipi), Catalunya
- Figuerola del Camp (municipi), Catalunya
- Fornells de la Selva (municipi), Catalunya
- Garrigàs (municipi), Catalunya
- Heusden-Zolder (municipi), Bèlgica
- Hoeilaart (municipi), Bèlgica
- Houyet (municipi), Bèlgica
- Huntingdonshire (districte rural), Regne Unit
- Illes Cocos, Austràlia (detall en marró)
- La Bruyère (municipi), Bèlgica
- La Haia (ciutat), Països Baixos
- Le Rœulx (municipi), Bèlgica
- Les Llosses (municipi), Catalunya
- Llimiana (municipi), Catalunya
- Llorac (municipi), Catalunya
- Maials (municipi), Catalunya
- Mangkunegaran (principat, 1757–1946)
- Les Masies de Voltregà (municipi), Catalunya
- Mauritània (1959-2017)
- Midden-Drenthe (municipi), Països Baixos
- Miyazaki (prefectura), Japó
- Mont-Saint-Guibert (municipi), Bèlgica
- Morona-Santiago (província), Equador
- Nariño (departament), Colòmbia
- Organyà (municipi), Catalunya
- Pakualaman (principat, 1812-1950)
- Palau-saverdera (municipi), Catalunya
- La Palma de Cervelló (municipi), Catalunya
- Pastaza (província), Equador
- Pinell de Solsonès (municipi), Catalunya
- Pontianak (soldanat, 1771-1950)
- Ramat ha-Xaron (ciutat), Israel (carabassa per groc)
- Rutland (comtat), Regne Unit
- Sant Pere de Vilamajor (municipi), Catalunya
- Sir Gaernarfon (comtat), Gal·les (1284-1974)
- Solivella (municipi), Catalunya
- Vallfogona de Ripollès (municipi), Catalunya
- Vichada (departament), Colòmbia
- Vilaür (municipi), Catalunya
- Wetteren (municipi), Bèlgica
- Zulte (municipi), Bèlgica

#### Groc, verd, negre
- Badia del Vallès (municipi), Catalunya
- Bagadó (municipi), Colòmbia
- República de Benin (1967)
- Blokker (municipi), Països Baixos
- Cabanabona (municipi), Catalunya
- Cherokee Nation (estats Units d'Amèrica (distingeix groc i carabassa)
- Cobos de Cerrato (municipi), Espanya
- Easterwierrum (municipi), Països Baixos
- bandera de Gadsden, Estats Units d'Amèrica
- Gmina Kije (districte rural), Polònia
- Sant Guim de Freixenet (municipi), Catalunya
- Habay (municipi), Bèlgica
- Heerjansdam (municipi), Països Baixos
- Heuvelland (municipi), Bèlgica
- Jamaica
- Janov (municipi), Txèquia
- estat de Jefferson (proposta), Estats Units d'Amèrica
- Kamenice (Praga-Est) (municipi) Txèquia
- Kameničná (municipi), Txèquia
- Kolkerheide (ciutat), Alemanya
- Kröppelshagen-Fahrendorf (municipi), Alemanya
- Lopeník (municipi urbà), Txèquia
- Lúcar (municipi), Espanya
- Malmedy (municipi), Bèlgica
- Marmato (municipi), Colòmbia
- Menàrguens (municipi), Catalunya
- Modlany (municipi), Txèquia
- Noviny pod Ralskem (municipi), Txèquia
- Pinós (municipi), Catalunya
- Els Pallaresos (municipi), Catalunya
- Pinós (municipi), Catalunya
- Remedios (municipi), Colòmbia
- Rothenklempenow (municipi), Alemanya
- Saxònia-Weimar-Eisenach (ducat, 1813-1897)
- Saxònia-Weimar-Eisenach (ducat, 1897-1920)
- Shelby (comtat), Estats Units d'Amèrica
- Siak Sri Indrapura (soldanat, 1722-1949)
- Suckow (municipi), Alemanya
- Swat (principat, 1849-1969)
- Tanganyika (1962–1964)
- Tibú (municipi), Colòmbia
- Traunstein (municipi), Alemanya (escut amb els mateixos colors)
- Una (municipi), Brasil
- Veurne (municipi), Bèlgica
- comtat de Washington, Estats Units d'Amèrica
- Zemst (municipi), Bèlgica

#### Groc, verd, granat
- Berkshire (comtat), Anglaterra
- Sri Lanka

#### Groc, verd, porpra
- Bonheiden (municipi), Bèlgica
- Campmany (municipi), Catalunya
- Quindío (departament), Colòmbia

### Groc, granat
- Ingelmunster (municipi), Bèlgica (figura en marró i blanc)
- Leopoldsburg (municipi), Bèlgica
- Maldegem (municipi), Bèlgica
- Oud-Heverlee (municipi), Bèlgica
- Regió de Múrcia
- Sri Lanka (1948–1951)
- Tolima (departament), Colòmbia

### Groc, porpra
- Amnatcharoen (província), Tailàndia (amb escut d'or)
- Buriram (província), Tailàndia (amb escut multicolor) (taronja per groc)
- Làbaro càntabre
- Bandera de la intersexualitat
- Okayama (prefectura), Japó

### Groc, gris
- Sabará (municipi), Brasil (amb escut multicolor)

## Blanc
- Alto Paraná (departament), Paraguai (amb escut multicolor)
- Bandera blanca (reconeguda internacionalment com un signe de treva, alto el foc i rendició)
- Beyne-Heusay (municipi), Bèlgica (escut amb groc, vermell i negre)
- Buenos Aires (ciutat), Argentina (amb escut multicolor)
- Ciudad del Este (ciutat), Paraguai (amb escut multicolor)
- Gniezno (ciutat), Polònia (amb escut multicolor)
- Jujuy (província), Argentina (amb escut multicolor)
- Lambaré (ciutat), Paraguai (amb escut multicolor)
- Mariano Roque Alonso (ciutat), Paraguai (amb escut multicolor)
- Bandera de Massachusetts (estat), Estats Units d'Amèrica (amb escut multicolor)
- Poznań (ciutat), Polònia (amb escut multicolor)
- Prússia (1803-192) (amb escut multicolor)
- Querétaro (estat), Mèxic (amb escut multicolor)
- Quintana Roo (estat), Mèxic (amb escut multicolor)
- Restauració francesa (1814-1830)
- Saint-Barthélemy (col·lectivitat d'ultramar), França (amb escut multicolor)
- San Luis (província), Argentina (amb escut multicolor)
- Tulsa (ciutat), Estats Units d'Amèrica (1973–2018) (amb escut multicolor)

### Blanc, blau
No es distingeix entre blau marí i blau cel.
- Aiseau-Presles (municipi), Bèlgica
- Almelo (municipi), Països Baixos
- Altai (república), Rússia
- Antàrtida (tractat)
- Antàrtida (Graham Bartram)
- Antàrtida (The True South)
- Arlon (municipi), Bèlgica
- Arnhem (ciutat), Països Baixos
- Arnsberg (municipi), Alemanya
- Asdod (ciutat), Israel
- Assen (ciutat), Països Baixos
- Awans (municipi), Bèlgica
- Bandera blanc-blau-blanca
- Bat Yam (ciutat), Israel
- Baviera (estat), Alemanya (versió losanjada)
- Baviera (estat), Alemanya (versió franges)
- Berlaar (municipi), Bèlgica
- Beek (municipi de Limburg), Països Baixos
- Beersel (municipi), Bèlgica
- Billings (ciutat), Estats Units d'Amèrica (amb vermell a l'escut)
- Bochum (municipi), Alemanya (amb escut multicolor)
- Bottrop (municipi), Alemanya (detall en negre a l'escut)
- Bandera Bonnie Blue
- Boom (municipi), Bèlgica (amb escut multicolor)
- Bornem (municipi), Bèlgica
- Brescia (ciutat), Itàlia
- Buffalo (ciutat), Estats Units d'Amèrica
- Carolina del Sud (estat), Estats Units d'Amèrica
- Chiba (prefectura), Japó (amb perfilat groc)
- Chuuk (estat), Micronèsia
- Ciney (municipi), Bèlgica
- Ciskei (bantustan, 1972-1994), Sud-àfrica (amb escut en negre)
- Colorado Springs (ciutat), Estats Units d'Amèrica (amb escut multicolor)
- Corrientes (província), Argentina (amb escut multicolor)
- Cracòvia (ciutat), Polònia
- Czeladź (ciutat), Polònia (perfilat en negre)
- Dalfsen (municipi), Països Baixos
- Denderleeuw (municipi), Bèlgica
- Dinant (municipi), Bèlgica
- Equador (1845)
- El Salvador (amb escut multicolor)
- Escòcia
- Eslavònia (regió històrica), Croàcia
- Estats Federats de Micronèsia
- Etterbeek (municipi), Bèlgica
- Federació de Centreamèrica (1824-1838)
- Finlàndia
- Flobecq (municipi), Bèlgica
- Floreffe (municipi), Bèlgica
- Fukui (prefectura), Japó
- Fukuoka (prefectura), Japó
- Galícia (amb escut multicolor)
- Geseke (municipi), Alemanya (detall en vermell a l'escut)
- Gingelom (municipi), Bèlgica
- Guelendjik (ciutat), Rússia
- Grècia
- Goriatxi Kliutx (ciutat), Rússia
- Guanabara (estat, 1960-1975), Brasil (amb escut multicolor)
- Guatemala (amb escut multicolor)
- Guayas (província), Equador
- Halle (municipi), Bèlgica
- Haltern am See (municipi), Alemanya (detall en groc i escut perfilat de negre)
- Heemskerk (municipi), Països Baixos
- Hengelo (municipi), Països Baixos
- Holon (ciutat), Israel
- Hoogeveen (municipi), Països Baixos
- Hondures
- Houston (ciutat), Estats Units d'Amèrica (amb groc a l'escut)
- Hyōgo (prefectura), Japó
- Ibaraki (prefectura), Japó
- Ichtegem (municipi), Bèlgica (amb escut granat i negre)
- Illes Shetland (comtat), Escòcia
- Ishikawa (prefectura), Japó
- Israel
- Iwate (prefectura), Japó
- Kampen (municipi), Països Baixos
- Kłobuck (ciutat), Polònia (amb perfilat negre)
- Koekelare (municipi), Bèlgica
- Kosrae (estat), Micronèsia
- Koszalin (ciutat), Polònia
- Kruisem (municipi), Bèlgica
- La Louvière (municipi), Bèlgica
- La Pampa (província), Argentina (amb escut multicolor)
- Las Cruces (ciutat), Estats Units d'Amèrica
- Lawrence (ciutat), Estats Units d'Amèrica
- Lebbeke (municipi), Bèlgica
- Legnica (ciutat), Polònia
- Lemgo (municipi), Alemanya (detall en groc a l'escut)
- Leuze-en-Hainaut (municipi), Bèlgica
- Leyen (principat, 1806–1814)
- Lochristi (municipi), Bèlgica (amb figura en vermell i groc)
- Louisiana (estat), Estats Units d'Amèrica (amb escut multicolor)
- Louisiana (1865-1912)
- Louisiana (1912-2006) (amb groc a l'escut)
- Lucerna (cantó), Suïssa
- Luxemburg (ciutat), Luxemburg (detall en groc)
- Maassluis (municipi), Països Baixos
- Malle (municipi), Bèlgica
- Martinica (territori d'ultramar), França
- Mesen (municipi), Bèlgica
- Minneapolis (ciutat), estats Units d'Amèrica
- Modave (municipi), Bèlgica
- Moorslede (municipi), Bèlgica
- bandera Moultrie
- Nagasaki (prefectura), Japó
- Nantucket (illa), Estats Units d'Amèrica
- Nazareth (municipi), Bèlgica (amb escut multicolor)
- Nicaragua
- Nicaragua (1896–1908)
- Bandera d'Oelde Oelde (municipi), Alemanya (figura perfilada de negre)
- Organització d'Alliberament del Turquestan Oriental
- Organització de les Nacions Unides
- Organització del Tractat de l'Atlàntic Nord
- Osaka (prefectura), Japó
- Paraguai (1811)
- Pau (municipi), Catalunya
- Pepinster (municipi), Bèlgica (amb escut multicolor)
- Províncies Unides de l'Amèrica Central (1823-1824)
- Quebec (província), Canadà
- Rendeux (municipi), Bèlgica
- Reno (1959–2018), Estats Units d'Amèrica
- Rio de Janeiro (estat), Brasil (amb escut multicolor)
- Rybnik (ciutat), Polònia
- Salt Lake City (ciutat), Estats Units d'Amèrica (detall en groc)
- Sainte-Ode (municipi), Bèlgica
- San Andrés y Providencia (departament insular), Colòmbia
- San Marino (amb escut multicolor)
- Santander, Cantàbria (amb escut multicolor)
- Scherpenzeel (municipi), Països Baixos
- Schwarzburg (principat fins 1918)
- Schweinfurt (municipi), Alemanya (figura perfilada de negre)
- Shiga (prefectura), Japó
- Simpelveld (municipi), Països Baixos
- Sint-Michielsgestel (municipi), Països Baixos
- Somàlia
- Sosnowiec (ciutat), Polònia
- Spa (municipi), Bèlgica
- Starry Plough (variant moderna)
- Sucre (estat), Brasil (amb escut multicolor)
- Syracuse (ciutat), Estats Units d'Amèrica (amb escut multicolor)
- Tenerife (illa), Canàries
- Bandera de la Terra (Oskar Pernefeldt)
- Territori en Fideïcomís de les Illes del Pacífic (1947-1994)
- Territoris del Nord-oest (territori), Canadà (amb escut multicolor)
- Tervuren (municipi), Bèlgica
- Thuin (municipi), Bèlgica
- Tienen (municipi), Bèlgica
- Toruń (ciutat), Polònia (amb escut multicolor)
- Tottori (prefectura), Japó
- Tremissèn (regne, 1236-1556)
- Trois-Ponts (municipi), Bèlgica
- Turnhout (municipi), Bèlgica
- Uccle (municipi), Bèlgica
- Unificació de Corea
- Veendam (municipi), Països Baixos (escut multicolor)
- Veraguas (província), Panamà
- Viersen (municipi), Alemanya (figura perfilada de negre)
- Virgínia (estat), Estats Units d'Amèrica (escut multicolor)
- Visé (municipi), Bèlgica
- Wachtberg (municipi), Alemanya (figura perfilada de negre)
- Wakayama (prefectura), Japó
- Wassenaar (municipi), Països Baixos
- Watermael-Boitsfort (municipi), Bèlgica
- Westfàlia (regne, 1807-1813)
- Vaukavisk (ciutat), Belarús
- Yamagata (prefectura), Japó
- Yap (estat), Micronèsia
- Zug (cantó), Suïssa
- Zuric (cantó), Suïssa
- Zwolle (municipi), Països Baixos

#### Blanc, blau, marró
- Vosselaar (municipi), Bèlgica

#### Blanc, blau, vermell
- Adjària (república autònoma), Geòrgia
- Alagoas (estat), Brasil (amb escut multicolor)
- Amazones (estat), Brasil
- Anguilla (territori d'ultramar), Regne Unit (amb escut multicolor)
- Antilles Neerlandeses (1959-2010)
- Arakan (estat), Birmània
- Arkansas (estat), Estats Units d'Amèrica
- Assíria
- Austràlia
- Bahia (estat), Brasil
- Bali (regne, 914–1908)
- Baton Rouge (ciutat), Estats Units d'Amèrica
- Belize (amb escut multicolor)
- Bermudes (territori d'ultramar), Regne Unit (amb escut multicolor)
- Boechout (municipi), Bèlgica
- Bruges (municipi), Bèlgica (detall en groc)
- Bydgoszcz (ciutat), Polònia
- Caldwell (ciutat), Estats Units d'Amèrica (dos tons de blau)
- Cambodja
- Campània (regió), Itàlia
- Chicago (ciutat), Estats Units d'Amèrica
- Cincinnati (ciutat), Estats Units d'Amèrica
- Cleveland (ciutat), Estats Units d'Amèrica
- Colònia del Transvaal (1902-1910) (amb escut multicolor)
- bandera del Consell Federal de les Esglésies de Crist a Amèrica
- Consell Nacional de la Minoria Croata a Sèrbia
- Corea del Nord
- Costa Rica
- Crimea (república autònoma), Ucraïna
- Croàcia (amb escut multicolor)
- Cuba
- Dallas (ciutat), Estats Units d'Amèrica (amb escut multicolor)
- Departament Central (departament), Paraguai
- Des Moines (ciutat), Estats Units d'Amèrica
- Durbuy (municipi), Bèlgica
- Easton (ciutat), Estats Units d'Amèrica
- Entre Ríos (província), Argentina
- Eslovàquia
- Eslovènia
- Estats Confederats d'Amèrica (1861-1863)
- Estats Units d'Amèrica
- Estreleira gallega
- Étalle (municipi), Bèlgica
- Fiji (amb escut multicolor)
- Fort Wayne (ciutat), Estats Units d'Amèrica
- França
- Frasnes-lez-Anvaing (municipi), Bèlgica (no oficial)
- Frísia (província), Països Baixos
- Geòrgia, bandera naval
- Glabbeek (municipi), Bèlgica
- (municipi), Bèlgica
- Hawaii (estat), Estats Units d'Amèrica
- Herefordshire (comtat històric), Anglaterra
- Héron (municipi), Bèlgica
- Hokkaido (prefectura), Japó
- Illa de l'Ascensió (territori d'ultramar), Regne Unit (amb escut multicolor)
- Illa de Swains (atol), Samoa Nord-americana
- Illes Caiman (territori d'ultramar), Regne Unit (amb escut multicolor)
- Illes Cook
- Illes Fèroe
- Illes Geòrgia del Sud i Sandwich del Sud (territori d'ultramar), Regne Unit
- Illes Malvines (territori d'ultramar), Regne Unit (amb escut multicolor)
- Illes Pitcairn (territori d'ultramar), Regne Unit (amb escut multicolor)
- Illes Turks i Caicos (territori d'ultramar), Regne Unit (amb escut multicolor)
- Illes Verges Britàniques (territori d'ultramar), Regne Unit (amb escut multicolor)
- Indaiatuba (municipi), Brasil (amb escut multicolor)
- Indianapolis (ciutat), Estats Units d'Amèrica
- Iowa (estat), Estats Units d'Amèrica
- Islàndia
- Iugoslàvia (república federal, 1992-2003)
- Iugoslàvia (república federal socialista, 1946-1992) (amb detall en groc)
- Iugoslàvia (federació democràtica, 1943-1946)
- Iugoslàvia (regne, 1918-1941)
- Johor (estat), Malàisia
- Juprelle (municipi), Bèlgica
- Kanawha (comtat), Estats Units d'Amèrica
- Kansas City (ciutat), Estats Units d'Amèrica (amb escut en negre)
- Karen (estat), Myanmar
- Laos
- Legionowo (ciutat), Polònia (amb escut multicolor)
- Libèria
- Lincent (municipi), Bèlgica
- Linter (municipi), Bèlgica
- Llançà (municipi), Catalunya
- Luxemburg
- Luxemburg (província), Bèlgica
- Magdalena (departament), Colòmbia
- Manhay (municipi), Bèlgica
- Manitoba (província), Canadà (amb escut multicolor)
- Marí El (2006-2011)
- Marí El (1992-2006)
- Mataram (soldanat, 1586–1755)
- Bandera de Meix-devant-Virton Meix-devant-Virton (municipi), Bèlgica
- Mississipi (estat), Estats Units d'Amèrica (2001–2020)
- Mississipi (estat), Estats Units d'Amèrica (1996–2001)
- Mississipi (estat), Estats Units d'Amèrica (1894-1996)
- Missouri (estat), Estats Units d'Amèrica (amb escut multicolor)
- Mobile (Alabama)1Mobile (ciutat), Estats Units d'Amèrica (amb escut multicolor)
- Momignies (municipi), Bèlgica (no oficial)
- Montserrat (territori d'ultramar), Regne Unit (amb escut multicolor)
- Mordòvia (república), Rússia
- Natal (1843-1910)
- Natal (1839-1843)
- Nepal
- Nivelles (municipi), Bèlgica
- Nova Orleans (ciutat), Estats Units d'Amèrica
- Nova Zelanda
- Noruega
- Ohio (estat), Estats Units d'Amèrica
- Oud-Turnhout (municipi), Bèlgica
- Països Baixos
- Paliseul (municipi), Bèlgica
- Panamà
- Papua Occidental
- Pará (estat), Brasil
- Paraguai
- Pobles del Sud (regió ètnica), Etiòpia
- Profondeville (municipi), Bèlgica
- Puerto Rico
- Regne Unit de Gran Bretanya i Irlanda del Nord
- República Dominicana (amb escut multicolor)
- República Khmer (1970–1975)
- República Sèrbia de Krajina (1991-1995) (amb escut multicolor)
- República Srpska (entitat política), Bòsnia i Hercegovina
- República de la Xina
- Rhodèsia i Nyasalàndia (1953-1963)
- Rio de Janeiro (ciutat), Brasil
- Rússia
- Sabah (estat), Malàisia
- Samoa Nord-americana (amb escut multicolor)
- Santa Helena, Regne Unit
- Samoa
- Sankt-Vith (municipi), Bèlgica (detall en groc)
- Schaumburg-Lippe (1643-1918)
- Sèrbia
- Sèrbia i Montenegro (2003-2006)
- Seychelles (1976-1977)
- Sint-Laureins (municipi), Bèlgica
- Sint Maarten (país constituent), Regne dels Països Baixos (amb escut multicolor)
- Slesvig-Holstein (estat), Alemanya
- Tailàndia
- Tasmània (estat), Austràlia
- Taunton (ciutat), Estats Units d'Amèrica
- Tennessee (estat), Estats Units d'Amèrica
- Terres Australs i Antàrtiques Franceses
- Territori Antàrtic Britànic (territori d'ultramar), Regne Unit
- Territori Britànic de l'Oceà Índic (territori d'ultramar), Regne Unit
- Texas (estat), Estats Units d'Amèrica
- Toronto (ciutat), Canadà
- Tristan da Cunha (territori d'ultramar), Regne Unit (amb escut multicolor)
- Txèquia
- Walcourt (municipi), Bèlgica
- Walhain (municipi), Bèlgica
- Wallis i Futuna (col·lectivitat d'ultramar), França
- Warendorf (municipi), Alemanya
- Wichita (ciutat), Estats Units d'Amèrica
- Wortegem-Petegem (municipi), Bèlgica
- Xile
- Zandhoven (municipi), Bèlgica

##### Blanc, blau, vermell, verd
- Abruços (regió), Itàlia
- Àfar (regió ètnica), Etiòpia
- Azerbaidjan
- Caracas (ciutat), Veneçuela
- Cook (comtat), Estats Units d'Amèrica
- Djibouti
- Guinea Equatorial (amb escut multicolor)
- Dependències federals, Veneçuela
- Gàmbia
- Groningen (província), Països Baixos
- Guanacaste (província), Costa Rica
- Hercegovina-Neretva (cantó), Bòsnia i Hercegovina (amb escut multicolor)
- (municipi), Bèlgica
- Imbabura (província), Equador
- Lesotho (1966-1987)
- Mérida (estat), Veneçuela
- Niça (comtat, 1388-1818)
- Nieuwe Republiek (1884-1888)
- República Sud-africana (1852-1902)
- Sakhà (república), Rússia
- Sidama (regió), Etiòpia
- Somali (regió ètnica), Etiòpia
- Moluques del Sud (1950-1963)
- Uzbekistan
- Xin (estat), Myanmar (amb escut amb groc)
- Zenica-Doboj (cantó), Bòsnia i Hercegovina (amb groc a l'escut)

#### Blanc, blau, verd
- Araucania i la Patagònia (regne, 1860–1862)
- Attert (municipi), Bèlgica
- Barinas (estat), Veneçuela (amb escut multicolor)
- Bellingham (ciutat), Estats Units d'Amèrica (dos tons de verd)
- Blachownia (ciutat), Polònia
- Bocholt (municipi), Bèlgica
- Cascàdia (dos tons de verd)
- Cataño (municipi) Puerto Rico
- Confederació de Pobles de Muntanya del Caucas (1989–2000)
- Córdoba (departament), Colòmbia
- Cumberland (comtat històric), Anglaterra
- Galápagos (província), Equador
- bandera orgull Gai (diferents tons de blau i verd)
- Gloucestershire (comtat), Anglaterra
- Guaviare (departament), Colòmbia (amb escut multicolor)
- Hamme (municipi), Bèlgica
- Heist-op-den-Berg (municipi), Bèlgica
- Hotton (municipi), Bèlgica
- Houthulst (municipi), Bèlgica (escut multicolor)
- Jamtland (amb escut en negre)
- Kabardino-Balkària (república), Rússia
- Kępno (ciutat), Polònia
- Khabàrovsk (territori), Rússia
- Komi (república), Rússia
- Konstancin-Jeziorna (ciutat), Polònia
- Labrador (regió), Canadà
- Lasne (municipi), Bèlgica
- Limón (província), Costa Rica
- Los Lagos (regió), Xile
- Martinica (territori d'ultramar), França
- República de la Muntanya del Nord del Caucas (1917-1920)
- Nova York (departament de policia), Estats Units d'Amèrica
- Nunatsiavut (territori autònom), Canadà
- Paranà (estat), Brasil
- San Pedro (departament), Paraguai
- Sierra Leone
- Toronto (àrea metropolitana), Canadà
- Yukon (territori), Canadà (amb escut multicolor)
- Zwijndrecht (municipi), Bèlgica

##### Blanc, blau, verd, gris
- Albany (ciutat), Estats Units d'Amèrica

##### Blanc, blau, verd, marró
- Lesotho (1987–2006)
- Pohnpei (estat), Micronèsia

#### Blanc, blau, carabassa
- Albany, Estats Units d'Amèrica (amb escut multicolor)
- Nova York (ciutat), Estats Units d'Amèrica
- Sud-àfrica (1928–1994)

#### Blanc, blau, gris
- Lichtervelde (municipi), Bèlgica
- Mariannes Septentrionals (territori no incorporat), Estats Units d'Amèrica (amb escut multicolor)
- Mariannes Septentrionals (1976–1989)
- Mariannes Septentrionals (1972–1976) no oficial
- Tongeren (municipi), Bèlgica
- Valle del Cauca (departament), Colòmbia

#### Blanc, blau, rosa
- Espírito Santo (estat), Brasil
- Orgull transgènere
- Salem (ciutat), Estats Units d'Amèrica

### Blanc, vermell
- Abu Dhabi (emirat), Emirats Àrabs Units
- Aceh (soldanat, 1496-1903)
- Aichi (prefectura), Japó
- Ajman (emirat), Emirats Àrabs Units
- Akita (prefectura), Japó
- Alabama (estat), Estats Units d'Amèrica
- Alkmaar (municipi), Països Baixos
- Alsàcia
- Alta Àustria (estat), Àustria (amb escut multicolor)
- Amersfoort (municipi), Països Baixos
- Anderlues (municipi), Bèlgica
- Anglaterra, Regne Unit
- Antoing (municipi), Bèlgica
- Anvers (ciutat), Bèlgica
- Anvers (districte d'Anvers), Bèlgica
- Ardooie (municipi), Bèlgica
- Árpád (dinastia, 972-1031)
- Asunción (ciutat), Paraguai (escut en blau)
- Atlantico (departament), Colòmbia
- Àustria
- Baelen (municipi), Bèlgica (figura amb detall en verd)
- Bandera de Bahrain
- Baix Rin (departament), França
- Bari (ciutat), Itàlia
- Basilea-Camp (cantó), Suïssa
- Beaumont (municipi), Bèlgica
- Będzin (ciutat), Polònia (escut multicolor)
- Berchem (districte d'Anvers), Bèlgica
- Bergen op Zoom (municipi), Països Baixos (escut multicolor)
- Berlare (municipi), Bèlgica
- Bernheze (municipi), Països Baixos
- Beverwijk (municipi), Països Baixos
- Belarús (1918 i 1991-1995)
- Biała Prudnicka (detall escut en negre)
- Bierbeek (municipi), Bèlgica (escut amb groc i negre)
- Birmingham (detall escut en groc)
- Bouillon (municipi), Bèlgica
- Brabant del Nord (província), Països Baixos
- Braives (municipi), Bèlgica (figura fimbriada en negre)
- Brakel (municipi), Bèlgica
- Brandenburg (estat), Alemanya (detall escut en groc)
- bandera Brandywine
- (municipi), Bèlgica
- Breda (municipi), Països Baixos
- Bremen (estat), Alemanya
- Brielle (municipi), Països Baixos
- Brno (ciutat), Txèquia
- Burdinne (municipi), Bèlgica
- Buren (municipi), Països Baixos
- Bütgenbach (municipi), Bèlgica (figura fimbrejada en negre)
- Calgary (ciutat), Canadà
- Califòrnia (estat), Estats Units d'Amèrica (escut multicolor)
- Canadà
- Bandera de Cantàbria, Espanya (amb escut multicolor)
- Carèlia Septentrional (regió), Finlàndia
- Chapelle-lez-Herlaimont (municipi), Bèlgica
- Chaumont-Gistoux (municipi), Bèlgica
- Chuquisaca (departament), Bolívia
- Clavier (municipi), Bèlgica
- Cranendonck (municipi), Països Baixos
- Creu de Borgonya Dendermonde (municipi), Bèlgica
- Deerlijk (municipi), Bèlgica
- Dendermonde (municipi), Bèlgica
- Dinamarca
- Dongen (municipi), Països Baixos
- Dordrecht (municipi), Països Baixos
- Dubai (emirat), Emirats Àrabs Units
- Écaussinnes (municipi), Bèlgica
- Eindhoven (municipi), Països Baixos
- Enschede (municipi), Països Baixos
- Erquelinnes (municipi), Bèlgica
- Etten-Leur (municipi), Països Baixos
- Fernelmont (municipi), Bèlgica
- Fexhe-le-Haut-Clocher (municipi), Bèlgica
- Florència (ciutat), Itàlia
- Florennes (municipi), Bèlgica
- Florida (estat), Estats Units d'Amèrica (amb escut multicolor)
- Força Marítima d'Autodefensa del Japó (bandera naval)
- Francònia (regió històrica), Alemanya
- Frankfurt del Main (ciutat), Alemanya (amb escut multicolor)
- Ciutat Lliure de Frankfurt (1813–1866) (amb escut multicolor)

+  Froidchapelle (municipi), Bèlgica
- Fujairah (emirat), Emirats Àrabs Units
- Fukushima (prefectura), Japó (carabassa enlloc de vermell)
- Ganshoren (municipi), Bèlgica
- Gavere (municipi), Bèlgica
- Gedinne (municipi), Bèlgica
- Gènova (ciutat), Itàlia
- Geòrgia
- Gers (departament), França
- Gribraltar (territori d'ultramar), Regne Unit (detall en groc i negre)
- Glamorgan (comtat històric), Gal·les
- Goes (municipi), Països Baixos
- Gorinchem (municipi), Països Baixos
- Gouda (municipi), Països Baixos
- Grez-Doiceau (municipi), Bèlgica
- Groenlàndia (país constituent), Dinamarca
- Haacht (municipi), Bèlgica
- Hamburg (estat), Alemanya
- Helmond (municipi), Països Baixos
- Hessen (estat), Alemanya
- Hessen (langraviat, 1264-1567)
- Hessen-Kassel (langraviat, 1567-1803)
- Hessen-Homburg (langraviat, 1622-1668)
- Gran ducat de Hessen i del Rin (1806–1918)
- Hiroshima (prefectura), Japó
- Hoboken (municipi d'Anvers), Bèlgica
- Hong Kong (regió administrativa especial), Xina
- Honnelles (municipi), Bèlgica
- Hoogstraten (municipi), Bèlgica
- Hoorn (ciutat), Països Baixos
- Horda d'Or (kanat, 1240–1502)
- Houffalize (municipi), Bèlgica
- Hulshout (municipi), Bèlgica
- Iemen(regne, 1923-1927)
- Iemen (regne, 1927–1970)
- Ieper (municipi), Bèlgica
- Illa de Pasqua (província), Xile
- Indonèsia
- Japó
- Jemeppe-sur-Sambre (municipi), Bèlgica
- Jura (cantó), Suïssa
- Kanagawa (prefectura), Japó
- Keerbergen (municipi), Bèlgica
- Kelantan (estat), Malàisia
- Kent (comtat), Anglaterra
- Kerkrade (municipi), Països Baixos
- Kōchi (prefectura), Japó
- Koniecpol (ciutat), Polònia (detall en groc)
- Kortrijk (municipi), Bèlgica
- Kumamoto (prefectura), Japó
- Landsmeer (municipi), Països Baixos (figura perfilada en negre)
- Laos
- Leiden (ciutat), Països Baixos
- Lens (municipi), Bèlgica (detall en groc a les figures)
- Les Bons Villers (municipi), Bèlgica
- Letònia
- Libin (municipi), Bèlgica (figures fimbrejades en negre)
- Lier (ciutat), Bèlgica
- Limburg (municipi), Bèlgica
- Londres (ciutat), Regne Unit
- Losser (municipi), Països Baixos
- Lovaina (ciutat), Bèlgica
- Lübeck (ciutat estat, 1226–1937)
- Maastricht (ciutat), Països Baixos
- Madrid (comunitat autònoma), Espanya
- Malta (amb detall en gris/negre)
- Malta (ensenya marítima)
- Malta (ordre religiós, 1961)
- Marchin (municipi), Bèlgica (figura fimbriada en negre)
- Marí El (república), Rússia (amb escut multicolor)
- Melbourne (ciutat), Austràlia (amb escut i detalls multicolor)
- Milà(ciutat), Itàlia
- Mònaco
- Mons (ciutat), Bèlgica
- Mont-real (ciutat), Canadà (detalls multicolors)
- Mouscron (municipi), Bèlgica
- Nara (prefectura), Japó
- Nidwalden (cantó), Suïssa
- Obwalden (cantó), Suïssa
- Oisterwijk (municipi), Països Baixos
- Ōita (prefectura), Japó
- Okinawa (prefectura), Japó
- Olne (municipi), Bèlgica (figura fimbriada en negre)
- Ooststellingwerf (municipi), Països Baixos (figura perfilada en negre)
- Orde de Sant Joan de Jerusalem (orde militar i religiós, 1084 /1100-1789)
- Ostróda (ciutat), Polònia (amb escut multicolor)
- Oudewater (municipi), Països Baixos
- Oupeye (municipi), Bèlgica
- Partit d'Alliberament d'Arakan
- Partit dels Treballadors
- Bandera del Partit per al Desenvolupament de les Nacionalitats Rakhine
- Passau (municipi), Alemanya (escut perfilat en negre)
- Pecq (municipi), Bèlgica
- Perth (ciutat), Austràlia (amb escut multicolor)
- Perú
- Polinèsia Francesa (territori d'ultramar), França (amb escut multicolor)
- Polònia
- Potosí (departament), Bolívia
- Quévy (municipi), Bèlgica
- Racibórz (ciutat), Polònia (escut perfilat en negre)
- Ras al-Khaimah (emirat), Emirats Àrabs Units
- Ratisbona (principat, 1803–1810)
- Ratisbona (municipi), Alemanya
- República Turca de Xipre del Nord
- Rhenen (municipi), Països Baixos
- Rijkevorsel (municipi), Bèlgica
- Rijnsburg (vila), Països Baixos
- Saint-Léger-en-Gaume (municipi), Bèlgica
- Saitama (prefectura), Japó
- Bandera de Sant Patrici
- Salzburg (estat), Àustria
- Salzburg (ciutat), Àustria
- Savoia (ducat, 1416-1714 i 1814–1860)
- Schoten (municipi), Bèlgica
- Schwyz (cantó), Suïssa
- Sivry-Rance (municipi), Bèlgica (escut perfilat amb negre)
- Singapur
- Sint-Lievens-Houtem (municipi), Bèlgica
- Sint-Pieters-Leeuw (municipi), Bèlgica
- Sławków (ciutat), Polònia (amb detall en groc)
- Słubice (ciutat), Polònia (amb escut multicolor)
- Słupsk (ciutat), Polònia (amb escut multicolor)
- Solothurn (cantó), Suïssa
- Spiere-Helkijn (municipi), Bèlgica
- Sprimont (municipi), Bèlgica (detall groc a l'escut)
- Sucre (ciutat), Bolívia (amb escut multicolor)
- Suïssa
- Tarija (ciutat), Bolívia
- Tinlot (municipi), Bèlgica
- Tirol (estat), Àustria (amb escut multicolor)
- Tlaxcala (estat), Mèxic
- Tonga
- Toscana (gran ducat, 1569-1859)
- Tournai (ciutat), Bèlgica
- Tremelo (municipi), Bèlgica (figura humana en negre, groc i marró)
- Territori Lliure de Trieste (1947-1954 de facto)
- Tunísia
- Turíngia (estat), Alemanya
- Turquia
- Umm al-Qaiwain (emirat), Emirats Àrabs Units
- Utrecht (ciutat), Països Baixos
- Utrecht (província), Països Baixos
- Valais (cantó), Suïssa
- Vendée (departament), França
- Vielsalm (municipi), Bèlgica (figures fimbriades en negre)
- Viena (ciutat), Àustria
- Viena (estat), Àustria (amb escut mateixos colors)
- Viroinval (municipi), Bèlgica
- Vorarlberg (estat), Àustria (amb escut multicolor)
- Wageningen (municipi), Països Baixos
- Warwickshire (comtat històric), Anglaterra
- Washington DC (ciutat), Estats Units d'Amèrica)
- Weststellingwerf (municipi), Països Baixos
- Wielsbeke (municipi), Bèlgica
- Yvoir (municipi), Bèlgica (figures fimbriades en negre)
- Zomergem (antic municipi), Bèlgica

#### Blanc, vermell, verd
- Abkhàzia (estat de facto)
- Algèria
- Departament d'Amambay (departament), Paraguai (amb escut multicolor)
- Anhalt (1806-1918) i Estat Lliure d'Anhalt (1918–1945)
- Areguá (municipi), Paraguai (amb escut multicolor)
- Baríssau (ciutat), Belarús (escut mateixos color més groc i blau)
- Belarús
- Bernau bei Berlin (municipi), Alemanya (escut amb el mateixos colors)
- Borgerhout (barri d'Anvers), Bèlgica
- Bòsnia Central (cantó), Bòsnia i Hercegovina
- Departament de Boyacá, Colòmbia
- Bulgària
- Burundi
- Campo Limpo Paulista (municipi), Brasil (amb escut multicolor)
- Chiriquí (província), Panamà
- De Haan (municipi), Bèlgica
- Federació de Bòsnia i Hercegovina (1996–2007) (amb escut dels mateixos colors)
- Gal·les
- Geetbets (municipi), Bèlgica
- Gorzów Wielkopolski (ciutat), Polònia
- Hamoir (municipi), Bèlgica
- Harari (regió ètnica), Etiòpia (escut multicolor)
- Houthis
- Hongria
- Ingúixia (república), Rússia
- Iran
- Itàlia
- Itàlia (regne, 1861-1946)
- Kedah (estat), Malàisia
- Líban
- Lublin (ciutat), Polònia (amb escut multicolor)
- Madagascar
- Maldives
- Manabí (província), Equador
- Mèxic (amb escut multicolor)
- Moviment Republicà Gal·lès (1950–1960)
- Neuchâtel (cantó), Suïssa
- Nova Anglaterra, Estats Units d'Amèrica (no oficial)
- Nottinghamshire (comtat), Anglaterra
- Oman
- País Basc
- Paraguarí (departament), Paraguai (amb escut multicolor)
- Posavina (cantó), Bòsnia i Hercegovina
- República Cisalpina (1797-1802)
- República Cispadana (1796—1797)
- República romana (1849)
- República Transpadana (1796-1797)
- Rin del Nord-Westfàlia (estat), Alemanya
- Roosdaal (municipi), Bèlgica (figures perfilades en negre)
- Saga (prefectura), Japó
- San Ignacio Guazú (ciutat), Paraguai
- Seychelles (1977–1996)
- RSS del Tadjikistan, Unió Soviètica (1953-1991) (amb símbol en groc)
- Tatarstan (república), Rússia
- Tielt-Winge (municipi), Bèlgica
- Trujillo (estat), Veneçuela

##### Blanc, vermell, verd, gris
- Aguadulce (ciutat), Panamà

#### Blanc, vermell, porpra
- Avinyonet de Puigventós (municipi), Catalunya

#### Blanc, vermell, gris
- Coclé (província), Panamà
- Pasir Puteh (districte), Malàisia
- Wanze (municipi), Bèlgica

### Blanc, negre
- Aarschot (municipi), Bèlgica
- Afganistan
- Al-Qaida i filials
- Al-Xabab
- bandera de l'Anarquisme pacifista
- Asse (municipi), Bèlgica
- Basilea-Ciutat (cantó), Suïssa
- Blankenberge (municipi), Bèlgica
- Bretanya
- Bretanya (bandera històrica)
- Ceuta (amb escut multicolor)
- bandera Come and take it (de la batalla de Gonzales durant la revolució de Texana)
- Cornualla (comtat), Regne Unit
- Còrsega (regió), França
- Còrsega (bandera anterior a 1755)
- Delft (ciutat), Països Baixos
- Diest (municipi), Bèlgica
- Emirat del Caucas (2007-2016)
- Estat Islàmic de l'Iraq i el Llevant
- Estat de l'Orde Teutònic (1230-1525)
- Exèrcit Lliure de Gal·les (1963-1969)
- bandera de la Falguera d'argent (bandera no oficial de Nova Zelanda)
- Fígols (municipi), Catalunya
- Friburg (cantó), Suïssa
- Front Al-Nusra
- Gant (ciutat), Bèlgica (detall en groc i vermell a la figura)
- Gembloux (municipi), Bèlgica
- Gooik (municipi), Bèlgica
- Halen (municipi), Bèlgica
- bandera heterosexual
- Hizbul Islam
- Hohenzollern-Sigmaringen (comtat, 1575–1849) (detall en groc i vermell)
- Izegem (municipi), Bèlgica
- Front per la Conquesta de Síria
- Jama'at al-Tawhid wal-Jihad (1999-2004) (amb text en groc)
- soldanat de Johor (1699–1865)
- Meerhout (municipi), Bèlgica
- Metz (municipi), França
- Mujaidin Indonesia Timur
- Oosterhout (municipi), Països Baixos
- Ørland (municipi), Noruega
- Pahang (estat), Malàisia
- Péruwelz (municipi), Bègica
- Prússia (regne, 1892-1918) (amb escut multicolor)
- Prússia (estat lliure, 1918-1933) (amb escut multicolor)
- Roeselare (municipi), Bèlgica
- Súria (municipi), Catalunya
- Shogunat Tokugawa (1600–1868)
- Terengganu (estat), Malàisia
- Vilamacolum (municipi), Catalunya
- Vilanova d'Escornalbou (municipi), Catalunya
- Waimes (municipi), Bèlgica
- Woluwe-Saint-Lambert (municipi), Bèlgica
- Xanten (municipi), Alemanya

#### Blanc, negre, vermell
- Emirat de l'Afganistan (1929)
- Alt Volta (1958-1984)
- Amsterdam (ciutat), Països Baixos
- Arapaho
- Appenzell Ausser-Rhoden (cantó), Suïssa
- Appenzell Inner-Rhoden (cantó), Suïssa
- Asperen (ciutat), Països Baixos
- Belarús (estat a l'exili, 1919–1925)
- Berlín (ciutat), Alemanya
- Binche (municipi), Bèlgica
- Black Country, Regne Unit
- Bredene (municipi), Bèlgica
- Bro Waroch (comtat històric), Bretanya
- Camperols Units d'Amèrica
- Chyhyryn (ciutat), Ucraïna
- Companyia Alemanya de l'Àfrica Oriental (1884-2001)
- Confederació Alemanya del Nord (1867–1871)
- Confederació Nacional del Treball
- Cuiàvia-Pomerània (voivodat), Polònia
- Cunami (república, 1887-1895)
- Damme (municipi), Bèlgica
- Deinze (municipi), Bèlgica
- Deventer (municipi), Països Baixos
- Drenthe (província), Països Baixos
- Durham (ciutat), Regne Unit
- Edegem (municipi), Bèlgica
- Fredonia (1826)
- Front Sandinista d'Alliberament Nacional
- Gistel (municipi), Bèlgica
- Geòrgia (1918-1921 i 1990-2004)
- Geòrgia (estat, 1861), Estats Units d'Amèrica
- Guarabira (municipi), Brasil
- Ham (municipi), Bèlgica (detall en groc)
- Hendrik-Ido-Ambacht (municipi), Països Baixos
- Iemen
- Illes Marshall (1878-1894)
- imperi Alemany (1871–1918)
- Kagoshima (prefectura), Japó
- Ku Klux Klan
- La Masó (municipi), Catalunya
- Landen (municipi), Bèlgica
- Laredo (ciutat), Estats Units d'Amèrica
- Lennik (municipi), Bèlgica
- Linkebeek (municipi), Bèlgica
- el Llemosí (regió, 1956-2016), França
- Lorena (municipi), Brasil
- Lübeck (ciutat), Alemanya
- poble Maori
- Martinice (municipi), Txèquia
- Memmingen (municipi), Alemanya
- Minas Gerais (estat), Brasil
- Montfoort (municipi), Països Baixos
- Oròmia (regió ètnica), Etiòpia (amb escut multicolor)
- Charleroi (municipi), Bèlgica
- Paraíba (estat), Brasil)
- Partit Nacional Socialista dels Treballadors Alemanys i Tercer Reich (1933-1945)
- Peel en Maas (municipi), Països Baixos
- Puigpelat (municipi), Catalunya
- Puurs (antic municipi), Bèlgica
- República Àrab Islàmica (proposta 1974)
- República del Río Grande (1838-1840)
- República Romana (1798-1799)
- Rossum (població), Països Baixos
- Ruiselede (municipi), Bèlgica
- Rumes (municipi), Bèlgica (no oficial)
- Salm (principat, 1802–1811)
- Sarangarh (principat, 1691–1948), India
- Sardenya (regió autònoma), Itàlia
- Sardenya (bandera 1952-1999)
- Sealand (principat) (micronació)
- Seraing (municipi), Bèlgica
- Shilluk (regne, 1490–1865)
- Schoonhoven (ciutat), Països Baixos
- Sir y Fflint (comtat històric), Regne Unit
- Territori del Nord (estat), Austràlia (ocre en lloc de vermell)
- Tielt (municipi), Bèlgica
- Třebíč (població), Txèquia
- Trinitat i Tobago
- Udmúrtia (república), Rússia
- Veghel (ciutat), Països Baixos

##### Blanc, negre, vermell, blau
- Atol de Bikini, Illes Marshall
- Alta Viena (departament), França
- Corea del Sud
- bandera de la Falguera d'argent de Lockwood (bandera alternativa per Nova Zelanda)
- Hemiksem (municipi), Bèlgica
- Knoxville (ciutat), Estats Units d'Amèrica (amb escut multicolor)
- bandera Leather pride
- Maranhão (estat), Brasil
- Partit Republicà Mthwakazi (Zimbabwe)
- bandera Red Peak (bandera alternativa per Nova Zelanda)
- San Antonio (ciutat), Estats Units d'Amèrica
- Tribus Unides de Nova Zelanda (coalició, 1835-1840)
- Iemen del Sud (1967-1990)

##### Blanc, negre, vermell, verd
- bandera naval de Bangladesh
- Bertrix (municipi), Bèlgica
- Dąbrowa Górnicza (ciutat), Polònia
- Emirats Àrabs Units
- Federació àrab d'Iraq i Jordània (1958)
- Gambela (regió ètnica), Etiòpia
- Ghana (1964–1966)
- Goshen (república, 1882–1883)
- Grobbendonk (municipi), Bèlgica
- Iraq
- Iraq (1991-2004)
- Iraq (1963-1991)
- Iraq (1924-1959)
- Jordània
- Kenya
- Kuwait
- Líbia
- Malawi (2010-2012)
- Ngöbe-Buglé (comarca), Pamanà
- Palestina
- Rebel·lió Àrab (1916-1918)
- República Àrab Saharaui Democràtica
- Santo Domingo de los Tsáchilas (província), Equador
- Síria
- Coalició Nacional Siriana
- Síria (1963–1972)
- Somalilàndia
- Sudan

##### Blanc, negre, vermell, gris
- Balvi (població), Letònia

#### Blanc, negre, blau
- Argòvia (cantó), Suïssa
- Botswana
- Braine-le-Comte (municipi), bèlgica
- Bruntál (ciutat), Txèquia
- Ciskei (bantustan, 1972-1994), Sud-àfrica
- Comunitat Europea del Carbó i de l'Acer (1952-2002)
- Connacht (província), Irlanda
- Costes del Nord (departament), França
- Coventry (ciutat), Regne Unit
- Estònia
- Eswatini (1890-1894)
- Eswatini (1894–1902)
- bandera Fina línia blava (Austràlia)
- bandera Fina línia blava (Canadà)
- bandera Fina línia blava (Estats Units d'Amèrica)
- bandera Fina línia blava (Finlàndia)
- bandera Fina línia blava (Islàndia)
- bandera Fina línia blava (Regne Unit)
- Folgoso de la Ribera (municipi), Espanya
- Ille i Vilaine (departament), França
- Jalhay (municipi), Bèlgica
- Kehtna (municipi), Estònia
- Kelmis (municipi), Bèlgica (amb groc a l'escut)
- Konětopy (municipi), Txèquia
- Kulmbach (municipi), Alemanya
- Lander (comtat), Estats Units d'Amèrica
- Loira Atlàntic (departament), França
- Maakhir (estat), Somàlia
- Middelkerke (municipi), Bèlgica
- Morbihan (departament), França
- Moresnet Neutral (1816-1919)
- Mrągowo (ciutat), Polònia
- Nederlek (antic municipi), Països Baixos
- Norderney (illa), Alemanya
- Nova Friburgo (ciutat), Brasil (escut multicolor)
- Opglabbeek (municipi), Bèlgica
- Ostrobòtnia del Sud (regió), Finlàndia
- Rennell i Bellona (província), Salomó
- Říčany (ciutat), Txèquia
- Río Turbio (ciutat), Argentina
- Sarre (1920-1935)
- Staré Hradiště (localitat), Txèquia
- La Torre de Cabdella (municipi), Catalunya
- Vallbona de les Monges (municipi), Catalunya
- Zhlobin (ciutat), Belarús

##### Blanc, negre, blau, verd
- Lesotho
- Worcestershire (comtat), Regne Unit

#### Blanc, negre, verd
- Ahrar al-Xam
- Ahrweiler (districte), Alemanya (escut amb groc i vermell)
- Altamira (municipi), Brasil (escut multicolor)
- Asipovitxi (ciutat), Belarús
- Biritinga (municipi), Brasil (escut multicolor)
- Bloemendaal (municipi), Països Baixos
- Bourg-en-Bresse (municipi), França
- Devon (comtat), Regne Unit
- Extremadura, Espanya (amb escut multicolor)
- Flandes Oriental (província), Bèlgica (detall en vermell)
- Front Unit Islàmic i Nacional per a la Salvació de l'Afganistan (1992-2002) (escut en groc)
- Gelsenkirchen (ciutat), Alemanya
- Gmina Zambrów (districte rural), Polònia
- Heathfield (ciutat), Regne Unit
- Jastrzębie Zdrój (ciutat), Polònia
- La Joya de los Sachas (cantó), Equador
- Léglise (municipi), Bèlgica (no oficial)
- Lokeren (municipi), Bèlgica
- Marques (regió), Itàlia
- Merbes-le-Château (municipi), Bèlgica
- Merksplas (municipi), Bèlgica
- Nenthead (vila), Regne Unit
- Nový Poddvorov (municipi), Txèquia
- Putumayo (departament), Colòmbia
- Shirataka (poble), Japó
- Sint-Genesius-Rode (municipi), Bèlgica
- Stochov (ciutat), Txèquia
- Terres Altes Occidentals (província), Papua Nova Guinea (escut multicolor)
- Torhout (municipi), Bèlgica
- bandera Pine Tree
- Várzea da Palma (municipi), Brasil
- Vidrà (municipi), Catalunya
- Waterloo (municipi), Bèlgica
- Yasuoka (vila), Japó
- Zipacón (municipi), Colòmbia

##### Blanc, negre, verd, gris
- bandera Agènere
- bandera Aromanticisme (dos verds diferents)

#### Blanc, negre, porpra
- bandera de l'Orgull lèsbic amb labris

##### Blanc, negre, porpra, gris
- bandera de l'Orgull Asexual
- bandera de l'Orgull Demisexual

### Blanc, verd
- Aalten (municipi), Països Baixos
- Alphen-Chaam (municipi), Països Baixos
- Andalusia (amb escut multicolor)
- Antioquia (departament), Colòmbia
- Aomori (prefectura), Japó
- Aràbia Saudita
- Aràbia Saudita (regne, 1934-1938)
- Aroostook (comtat), Estats Units d'Amèrica
- As (municipi), Bèlgica
- Aubel (municipi), Bèlgica
- Bangkok (ciutat), Tailàndia
- Berchem-Sainte-Agathe (municipi), Bèlgica
- Bree (municipi), Bèlgica (amb groc, vermell i negre a l'escut)
- Bunnik (municipi), Països Baixos
- Caaguazú (ciutat), Paraguai
- Cesar (departament), Colòmbia
- Estat Lliure de Coburg (1918–1920)
- Comores (1963-1975)
- Comores (1978-1992)
- Comores (1992-1996)
- Comores (19956-2001)
- Court-Saint-Étienne (municipi), Bèlgica
- Diriyah (emirat, 1744-1818)
- Dronten (municipi), Països Baixos
- Egipte (regne, 1922–1953)
- Esmeraldas (província), Equador
- bandera de l'Esperanto
- Estinnes (municipi), Bèlgica
- Estíria (estat), Àustria
- Evere (municipi), Bèlgica
- Fallon (ciutat), Estats Units d'Amèrica
- Gerpinnes (municipi), Bèlgica
- Gifu (prefectura), Japó
- Groningen (ciutat), Països Baixos
- Hasselt (ciutat), Bèlgica
- Het Hogeland (municipi), Països Baixos
- Hijaz i Nejd (regne, 1926-1932)
- Illa Norfolk (territori extern), Austràlia
- Ixelles (municipi), Bèlgica
- Java Oriental (estat, 1948–1950)
- Jaworzno (ciutat), Polònia
- Kanepi (municipi rural), Estònia
- Kagawa (prefectura), Japó
- Kirkcudbrightshire (comtat històric), Escòcia
- (municipi), Bèlgica
- La Guajira (departament), Colòmbia
- La Hulpe (municipi), Bèlgica
- Ittre (municipi), Bèlgica (detall en groc)
- La Junquera (municipi), Catalunya (detall en groc)
- Lea (comtat), Estats Units d'Amèrica
- Lievegem (municipi), Bèlgica
- Llombardia (regió), Itàlia
- Lobbes (municipi), Bèlgica
- Los Ríos (província), Equador
- Madura (estat, 1948-1950), Indonèsia
- Massachusetts (bandera naval)
- Meta (departament), Colòmbia
- Mettet (municipi), Bèlgica
- Mie (prefectura), Japó
- Miyagi (prefectura), Japó
- Mont-de-l'Enclus (municipi), Bèlgica
- Nejd i Hasa (emirat, 1913-1921)
- Nigèria
- Pakistan
- Pando (departament), Bolívia
- Pasundan (estat, 1948-1950), Indonèsia
- Plombières (municipi), Bèlgica
- Quaregnon (municipi), Bèlgica
- Rebecq (municipi), Bèlgica (amb escut multicolor)
- Rhodèsia (1968–1979)
- Ridderkerk (municipi), Països Baixos
- Risaralda (departament), Colòmbia
- Ronse (municipi), Bèlgica (escut multicolor)
- Rotterdam (ciutat), Països Baixos
- Sankt Gallen (cantó), Suïssa
- Santa Cruz (departament), Bolívia
- Saxe-Hildburghausen (ducat ernestí, 1680–1826)
- Saxònia-Coburg-Gotha (ducat, 1826-1918)
- Saxònia (estat), Alemanya
- Schaarbeek (municipi), Bèlgica
- República de Sibèria (1918)
- Soignies (municipi), Bèlgica
- Stede-Broec (municipi), Països Baixos
- Stellaland (república, 1882–1885)
- Stoumont (municipi), Bèlgica
- Theux (municipi), Bèlgica
- Tochigi (prefectura), Japó
- Togo (1958–1960)
- Tòquio (govern metropolità), Japó
- Toyama (prefectura), Japó
- Vaupés (departament), Colòmbia (amb dos verds diferents)
- Verviers (municipi), Bèlgica
- Vlieland (municipi), Països Baixos
- Vorst (municipi), Bèlgica
- Wavre (municipi), Bèlgica
- Woluwe-Saint-Pierre (municipi), Bèlgica
- Zelzate (municipi), Bèlgica (amb groc i negre a l'escut)

#### Blanc, verd, porpra
- bandera Gènere no-binari o Genderqueer
- bandera Suffragette

#### Blanc, verd, rosa
- Terranova

#### Blanc, verd, marró
- Transkei (bantustan, 1976-1994), Sud-àfrica

### Blanc, granat
- Asheville (ciutat), Estats Units d'Amèrica
- Berg (gran comtat, 1806–1813)
- Kruibeke (municipi), Bèlgica
- Letònia
- Ñemby (ciutat), Paraguai
- Oostkamp (municipi), Bèlgica
- Qatar
- Sint-Amands (antic municipi), Bèlgica (amb figura multicolor)
- Waregem (municipi), Bèlgica (amb escut multicolor)

### Blanc, porpra
- Bueng Kan (província), Tailàndia (amb escut multicolor)
- Colfax (comtat), Estats Units d'Amèrica (amb escut multicolor)
- Gunma (prefectura), Japó
- Midden-Groningen (municipi), Països Baixos
- Oost Gelre (municipi), Països Baixos
- Tòquio (metròpolis), Japó

#### Blanc, porpra, gris
- bandera assexualitat-grisa

### Blanc, marró
- Yamaguchi (prefectura), Japó

### Blanc, rosa
- Jalal-Abad (ciutat), Kirguizstan

### Blanc, gris
- Basilicata (regió), Itàlia

## Blau
- Alberta (província), Canadà (amb escut multicolor)
- Boston (ciutat), Estats Units d'Amèrica (amb escut multicolor)
- Cochabamba (ciutat), Bolívia
- Bandera de la Terra (John_McConnell)
- Idaho (estat), Estats Units d'Amèrica (amb escut multicolor)
- Maine (estat), Estats Units d'Amèrica (amb escut multicolor)
- Michigan (estat), Estats Units d'Amèrica (amb escut multicolor)
- Milwaukee (ciutat), Estats Units d'Amèrica (amb escut multicolor)
- Minnesota (estat), Estats Units d'Amèrica (amb escut multicolor)
- Nevada (estat), Estats Units d'Amèrica (amb escut multicolor)
- Nova York (estat), Estats Units d'Amèrica (amb escut multicolor)

### Blau, verd
- Chattanooga (ciutat), Estats Units d'Amèrica (amb escut multicolor)
- Ełk (ciutat), Polònia (amb escut multicolor)
- Santa Elena (província), Equador (distingeix entre blau marí i blau cel, també escut multicolor)
- Sittard-Geleen (municipi) Països Baixos (diferents tons de blau i verd, text en negre)

#### Blau, porpra, rosa
- Bandera de l'orgull bisexual

### Blau, gris
- Las Vegas (ciutat), Estats Units d'Amèrica (amb escut multicolor)

## Vermell
- Bandera roja
- Muscat i Oman (soldanat, 1856–1970)
- Oruro (departament), Bolívia

### Vermell, blau
- Bastogne (municipi), Bèlgica
- Chimborazo (província), Equador (amb escut multicolor)
- Chorzów (ciutat), Polònia
- Cotopaxi (província), Equador
- Farciennes (municipi), Bèlgica
- RSS de Geòrgia (república, 1951–1990), URSS
- Gliwice (ciutat), Polònia
- Guam (territori no incorporat), Estats Units d'Amèrica (amb escut multicolor)
- Haití (amb escut multicolor)
- Kaprijke (municipi), Bèlgica
- Langemark-Poelkapelle (municipi), Bèlgica (amb escut multicolor)
- Lugo (província), Galícia
- Oldenburg (estat, 1918-1946), Alemanya
- Oldenburg (ducat, 1774–1810)
- Oldenburg (gran ducat, 1815–1918)
- París (ciutat), França (amb escut multicolor)
- Prudnik (ciutat), Polònia (amb groc a l'escut)
- Szczecin (ciutat), Polònia (amb groc a l'escut)
- Ticino (cantó), Suïssa
- Wodzisław Śląski (ciutat), Polònia (amb escut multicolor)
- Wojkowice (ciutat), Polònia

#### Vermell, blau, verd
- Amazones (estat), Veneçuela (escut amb marró)
- Auderghem (municipi), Bèlgica
- Carèlia (república), Rússia
- Daguestan (república), Rússia
- Kayah (estat), Birmània (amb escut en groc)
- Poble romaní

### Vermell, verd
- Aubange (municipi), Bèlgica
- Arauca (departament), Colòmbia
- Bangladesh
- Bolívar (província), Equador
- Esneux (municipi), Bèlgica
- Fosses-la-Ville (municipi), Bèlgica
- Garriguella (municipi), Catalunya
- Głogówek (ciutat), Polònia (amb escut multicolor)
- La Paz (ciutat), Bolívia
- Marroc
- Piaseczno (ciutat), Polònia
- Portugal (amb escut multicolor)
- Tungurahua (província), Equador

### Vermell, gris
- Bertem (municipi), Bèlgica
- Rotselaar (municipi), Bèlgica

## Negre
- bandera negra

### Negre, vermell
- Albània
- Falange Espanyola de les JONS
- Haití (1804-1806 i 1843-1844)
- Namur (província), Bèlgica
- Nimega (municipi), Països Baixos
- Sambreville (municipi), Bèlgica
- Scherpenheuvel-Zichem (municipi), Bèlgica
- Socialisme llibertari
- Vall d'Aosta (regió), Itàlia
- Württemberg (regne, 1806-1918)
- Württemberg-Hohenzollern (estat, 1945-1952)
- Zoutleeuw (municipi), Bèlgica

#### Negre, vermell, blau
- Donetsk (república autoproclamada), Ucraïna
- Frísia Oriental (antic comtat), Alemanya
- Kamienna Góra (comtat), Polònia

#### Negre, vermell, verd
- Afganistan (1928-1929) (amb escut multicolor)
- Afganistan (1931-1973) (amb escut blanc)
- Afganistan (1974-1978) (amb escut groc)
- Afganistan (1978)
- Afganistan (1980-1987) (amb escut multicolor)
- Afganistan (1987-1992) (amb escut multicolor)
- Afganistan (2013-2021) (amb escut blanc)
- Carèlia (bandera nacionalista)
- Malawi
- bandera Panafricana

#### Negre, blau, verd
- República Popular de Zanzíbar (1964)

### Negre, verd
- Ecoanarquisme
- Ninove (municipi), Bèlgica (amb escut groc i negre)

### Negre, porpra
- Anarcofeminisme

### Negre, gris
- Agorisme
- Jabbeke (municipi), Bèlgica
- Kempten (municipi), Alemanya
- Wezembeek-Oppem (municipi), Bèlgica

## Verd
- Bever (municipi), Bèlgica (amb escut vermell i gris)
- Hamàs o Moviment de Resistència Islàmic (amb text en blanc)
- Líbia (1977-2011)
- Moerbeke (municipi), Bèlgica (amb escut multicolor)
- Principat de Najran (1633–1934)
- estendard Presidencial del Brasil (amb escut multicolor)
- Wałbrzych (ciutat), Polònia (amb escut multicolor)
- Washington (estat), Estats Units d'Amèrica (amb escut multicolor)

### Verd, gris
- Eeklo (municipi), Bèlgica

## Carabassa
- Cèlebes (bandera independentista), Indonèsia

### Carabassa, blau
- Nassau (ducat, 1806-1866)

### Carabassa, negre
- Willebroek

## Granat
- Moscou (ciutat), Rússia (amb escut multicolor)

### Granat, gris
- Affligem (municipi), Bèlgica
- Herentals (municipi), Bèlgica
- Pittem (municipi), Bèlgica

### Granat, gris, blau
- Erpe-Mere (municipi), Bèlgica

## Gris
- Santiago (regió metropolitana), Xile (amb escut multicolor)

## Rosa
- Chai Nat (província), Tailàndia (amb escut multicolor)